# Strictly Come Dancing
 (septembre 2021).
Si vous disposez d'ouvrages ou d'articles de référence ou si vous connaissez des sites web de qualité traitant du thème abordé ici, merci de compléter l'article en donnant les références utiles à sa vérifiabilité et en les liant à la section « Notes et références ».
 (septembre 2021).
Strictly Come Dancing est une émission de télévision britannique produite par BBC Studios et diffusée sur BBC One à partir du 5 mai 2004.
En France, l'équivalent de cette émission est Danse avec les stars.

## Principe
Des célébrités faisant ou ayant fait carrière dans un autre domaine que la danse (chanson, musique, cinéma, sports, télévision, mannequinat, humour, etc.) sont associées à des professionnels(le)s de la danse, formant ainsi des couples de danse. Ce professionnel de la danse et partenaire fait également office de professeur. Après une semaine de répétitions au cours de laquelle elle doit apprendre une ou plusieurs chorégraphies, chaque célébrité se produit lors d'une émission en direct (diffusée en prime time), accompagnée de son partenaire de danse, en vue d'être jugée par un jury de professionnels d'une part et par le public d'autre part. Les duos doivent ainsi apprendre diverses sortes de danses, de chorégraphies et de figures.
Chaque membre du jury note les prestations de chaque couple sur une échelle allant de 1 à 10. Le public, quant à lui, vote tout au long de la soirée par téléphone, SMS ou sur un site Internet dédié.
Il existe, néanmoins, certaines différences quant à la mécanique des votes :
- Saisons 1 à 4 : les résultats étaient diffusés en direct le samedi soir une heure après les représentations.
- A partir de la Saison 5 : les résultats sont enregistrés le samedi soir, juste après le direct, et intègrent les résultats des votes des téléspectateurs, qui sont terminés avant 21 h 30. Les votes sont ouverts dès la fin du prime time et se terminent le dimanche. Une émission des résultats a lieu pour dévoiler le nom des couples en danger et celui qui est éliminé.
- Saison 7 : l'émission des résultats du dimanche a été supprimée et reportée au samedi soir à la suite d'une refonte de l'émission. Elle est ensuite revenue au dimanche à partir de la saison 8.
À la fin de chaque émission hebdomadaire, les deux couples en fin de classement (moyenne des classements du jury et du public) doivent s'affronter lors d'une dernière danse, le Dance-Off, à la suite de lequel seuls les juges votent pour effectuer le départage. En cas d'égalité, c'est le juge-en-chef qui a la main décisive (Len Goodman✝(1-14), Shirley Ballas (15-). L'un des deux couples est alors définitivement éliminé.
Lors de la finale, les deux (ou trois ou quatre) derniers couples s'affrontent : la célébrité qui remporte le concours gagne un trophée.

## Participants

### Présentateurs
L'émission est (ou a) été présentée par : 
- Sir Bruce Forsyth † : saisons 1 à 11
- Tess Daly : depuis la saison 1
- Claudia Winkleman : depuis la saison 9

L'annonceur britannique Alan Dedicoat prête sa voix pour annoncer les danseurs aux moments de leurs prestations, et appeler chaque membre du jury lors du dévoilement des notes.
| Saisons             | 1 (2004)            | 2 (2004)            | 3 (2005)            | 4 (2006)            | 5 (2007)            | 6 (2008)            | 7 (2009)            | 8 (2010)            | 9 (2011)            | 10 (2012)           | 11 (2013)           | 12 (2014)         | 13 (2015)         | 14 (2016)         | 15 (2017)         | 16 (2018)         | 17 (2019)         | 18 (2020)         | 19 (2021)         | 20 (2022)         | 21 (2023)         | 22 (2024)         |
| ------------------- | ------------------- | ------------------- | ------------------- | ------------------- | ------------------- | ------------------- | ------------------- | ------------------- | ------------------- | ------------------- | ------------------- | ----------------- | ----------------- | ----------------- | ----------------- | ----------------- | ----------------- | ----------------- | ----------------- | ----------------- | ----------------- | ----------------- |
| Présentation        | Sir Bruce Forsyth † | Sir Bruce Forsyth † | Sir Bruce Forsyth † | Sir Bruce Forsyth † | Sir Bruce Forsyth † | Sir Bruce Forsyth † | Sir Bruce Forsyth † | Sir Bruce Forsyth † | Sir Bruce Forsyth † | Sir Bruce Forsyth † | Sir Bruce Forsyth † | Tess Daly         | Tess Daly         | Tess Daly         | Tess Daly         | Tess Daly         | Tess Daly         | Tess Daly         | Tess Daly         | Tess Daly         | Tess Daly         | Tess Daly         |
| Zone des résultats  | Tess Daly           | Tess Daly           | Tess Daly           | Tess Daly           | Tess Daly           | Tess Daly           | Tess Daly           | Tess Daly           | Tess Daly           | Tess Daly           | Tess Daly           | Claudia Winkleman | Claudia Winkleman | Claudia Winkleman | Claudia Winkleman | Claudia Winkleman | Claudia Winkleman | Claudia Winkleman | Claudia Winkleman | Claudia Winkleman | Claudia Winkleman | Claudia Winkleman |
| Résultats en direct | Sir Bruce Forsyth † | Sir Bruce Forsyth † | Sir Bruce Forsyth † | Sir Bruce Forsyth † | Sir Bruce Forsyth † | Sir Bruce Forsyth † | Sir Bruce Forsyth † | Claudia Winkleman   | Claudia Winkleman   | Claudia Winkleman   | Claudia Winkleman   | Tess Daly         | Tess Daly         | Tess Daly         | Tess Daly         | Tess Daly         | Tess Daly         | Tess Daly         | Tess Daly         | Tess Daly         | Tess Daly         | Tess Daly         |
| Résultats en direct | Tess Daly           | Tess Daly           | Tess Daly           | Tess Daly           | Tess Daly           | Tess Daly           | Tess Daly           | Claudia Winkleman   | Claudia Winkleman   | Claudia Winkleman   | Claudia Winkleman   | Claudia Winkleman | Claudia Winkleman | Claudia Winkleman | Claudia Winkleman | Claudia Winkleman | Claudia Winkleman | Claudia Winkleman | Claudia Winkleman | Claudia Winkleman | Claudia Winkleman | Claudia Winkleman |
| Animateurs invités  | —                   | Natasha Kaplinsky   | —                   | —                   | —                   | —                   | Claudia Winkleman   | —                   | —                   | —                   | Claudia Winkleman   | Zoe Ball          | —                 | —                 | —                 | —                 | —                 | —                 | —                 | —                 | —                 | —                 |
| Animateurs invités  | —                   | Natasha Kaplinsky   | —                   | —                   | —                   | —                   | Ronnie Corbett      | —                   | —                   | —                   | —                   | —                 | —                 | —                 | —                 | —                 | —                 | —                 | —                 | —                 | —                 | —                 |

### Juges
Le jury est (ou a été) composé de :
- Craig Revel Horwood (depuis la saison 1) , danseur, chorégraphe, metteur en scène de théâtre et ancien drag-queen australo-britannique ;
- Arlene Philips (saisons 1 à 6) , danseuse, chorégraphe et metteure en scène ;
- Len Goodman ✝ (saisons 1 à 14) , danseur de salon professionnel anglais, juge de concours ;
- Bruno Tonioli (saisons 1 à 17) , chorégraphe et danseur italo-britannique ;
- Alesha Dixon (saisons 7 à 9) , chanteuse, rappeuse, danseuse et gagnante de la cinquième édition du programme ;
- Darcey Bussell (invitée saison 7, saisons 10 à 16) , ballerine anglaise ;
- Shirley Ballas (depuis la saison 15), danseuse titrée en danses latines ;
- Motsi Mabuse (depuis la saison 17), danseuse professionnelle sud-africaine, membre du jury de la version allemande du programme "Let's Dance" ;
- Anton du Beke (invité saison 18, depuis la saison 19), danseur de salon/ danses latines britannique, présent en tant que partenaire professionnel dans le programme depuis la première saison.

| Saisons          | 1 (2004)            | 2 (2004)            | 3 (2005)            | 4 (2006)            | 5 (2007)            | 6 (2008)            | 7 (2009)            | 8 (2010)            | 9 (2011)            | 10 (2012)           | 11 (2013)           | 12 (2014)           | 13 (2015)           | 14 (2016)           | 15 (2017)           | 16 (2018)           | 17 (2019)           | 18 (2020)           | 19 (2021)           | 20 (2022)           | 21 (2023)           | 22 (2024)           |   |
| ---------------- | ------------------- | ------------------- | ------------------- | ------------------- | ------------------- | ------------------- | ------------------- | ------------------- | ------------------- | ------------------- | ------------------- | ------------------- | ------------------- | ------------------- | ------------------- | ------------------- | ------------------- | ------------------- | ------------------- | ------------------- | ------------------- | ------------------- | - |
| Juges permanents | Craig Revel Horwood | Craig Revel Horwood | Craig Revel Horwood | Craig Revel Horwood | Craig Revel Horwood | Craig Revel Horwood | Craig Revel Horwood | Craig Revel Horwood | Craig Revel Horwood | Craig Revel Horwood | Craig Revel Horwood | Craig Revel Horwood | Craig Revel Horwood | Craig Revel Horwood | Craig Revel Horwood | Craig Revel Horwood | Craig Revel Horwood | Craig Revel Horwood | Craig Revel Horwood | Craig Revel Horwood | Craig Revel Horwood | Craig Revel Horwood |   |
| Juges permanents | Arlene Philips      | Arlene Philips      | Arlene Philips      | Arlene Philips      | Arlene Philips      | Arlene Philips      | Alesha Dixon        | Alesha Dixon        | Alesha Dixon        | Darcey Bussell      | Darcey Bussell      | Darcey Bussell      | Darcey Bussell      | Darcey Bussell      | Darcey Bussell      | Darcey Bussell      | Motsi Mabuse        | Motsi Mabuse        | Motsi Mabuse        | Motsi Mabuse        | Motsi Mabuse        | Motsi Mabuse        |   |
| Juges permanents | Len Goodman ✝       | Len Goodman ✝       | Len Goodman ✝       | Len Goodman ✝       | Len Goodman ✝       | Len Goodman ✝       | Len Goodman ✝       | Len Goodman ✝       | Len Goodman ✝       | Len Goodman ✝       | Len Goodman ✝       | Len Goodman ✝       | Len Goodman ✝       | Len Goodman ✝       | Shirley Ballas      | Shirley Ballas      | Shirley Ballas      | Shirley Ballas      | Shirley Ballas      | Shirley Ballas      | Shirley Ballas      | Shirley Ballas      |   |
| Juges permanents | Bruno Tonioli       | Bruno Tonioli       | Bruno Tonioli       | Bruno Tonioli       | Bruno Tonioli       | Bruno Tonioli       | Bruno Tonioli       | Bruno Tonioli       | Bruno Tonioli       | Bruno Tonioli       | Bruno Tonioli       | Bruno Tonioli       | Bruno Tonioli       | Bruno Tonioli       | Bruno Tonioli       | Bruno Tonioli       | Bruno Tonioli       | —                   | Anton du Beke       | Anton du Beke       | Anton du Beke       | Anton du Beke       |   |
| Juges invités    | —                   | —                   | —                   | —                   | —                   | —                   | Darcey Bussell      | —                   | Jennifer Grey       | —                   | —                   | Donny Osmond        | —                   | —                   | —                   | Alfonso Ribeiro     | Alfonso Ribeiro     | Anton du Beke       | —                   | Cynthia Erivo       | —                   | —                   | — |

### Partenaires professionnels
| Professionnel            | Saison 1           | Saison 2        | Saison 3         | Saison 4         | Saison 5           | Saison 6           | Saison 7         | Saison 8          | Saison 9        | Saison 10          | Saison 11            | Saison 12       | Saison 13         | Saison 14           | Saison 15              | Saison 16            | Saison 17                | Saison 18        | Saison 19         | Saison 20       | Saison 21            | Saison 22         |
| ------------------------ | ------------------ | --------------- | ---------------- | ---------------- | ------------------ | ------------------ | ---------------- | ----------------- | --------------- | ------------------ | -------------------- | --------------- | ----------------- | ------------------- | ---------------------- | -------------------- | ------------------------ | ---------------- | ----------------- | --------------- | -------------------- | ----------------- |
| AJ Pritchard             |                    |                 |                  |                  |                    |                    |                  |                   |                 |                    |                      |                 |                   | Claudia Fragapane   | Mollie King            | Lauren Steadman      | Saffron Barker           |                  |                   |                 |                      |                   |
| Aliona Vilani            |                    |                 |                  |                  |                    |                    | Rav Wilding      | Matt Baker        | Harry Judd      |                    | Tony Jacklin         | Gregg Wallace   | Jay McGuiness     |                     |                        |                      |                          |                  |                   |                 |                      |                   |
| Aljaž Skorjanec          |                    |                 |                  |                  |                    |                    |                  |                   |                 |                    | Abbey Clancy         | Alison Hammond  | Helen George      | Daisy Lowe          | Gemma Atkinson         | Kate Silverton       | Vicomtesse Emma Weymouth | Clara Amfo       | Sara Davies       |                 |                      | Tasha Gouri       |
| Amy Dowden               |                    |                 |                  |                  |                    |                    |                  |                   |                 |                    |                      |                 |                   |                     | Brian Conley           | Danny John-Jules     | Karim Zeroual            | JJ Chalmers      | Tom Fletcher      | James Bye       |                      | JB Gill           |
| Andrew Cuerden           |                    |                 | Jaye Jacobs      |                  |                    |                    |                  |                   |                 |                    |                      |                 |                   |                     |                        |                      |                          |                  |                   |                 |                      |                   |
| Anton du Beke            | Lesley Garrett     | Esther Rantzen  | Patsy Palmer     | Jan Ravens       | Kate Garraway      | Gillian Taylforth  | Laila Rouass     | Ann Widdecombe    | Nancy Dell'Olio | Jerry Hall         | Fiona Fullerton      | Judy Murray     | Katie Derham      | Lesley Joseph       | Ruth Langsford         | Susannah Constantine | Emma Barton              | Jacqui Smith     |                   |                 |                      |                   |
| Anya Garnis              |                    |                 |                  |                  |                    |                    |                  |                   |                 |                    | Patrick Robinson     |                 |                   |                     |                        |                      |                          |                  |                   |                 |                      |                   |
| Artem Chigvintsev        |                    |                 |                  |                  |                    |                    |                  | Kara Tointon      | Holly Valance   | Fern Britton       | Natalie Gumede       |                 |                   |                     |                        |                      |                          |                  |                   |                 |                      |                   |
| Brendan Cole             | Natasha Kaplinsky  | Sarah Manners   | Fiona Phillips   | Claire King      | Kelly Brook        | Lisa Snowdon       | Jo Wood          | Michelle Williams | Lulu            | Victoria Pendleton | Sophie Ellis-Bextor  | Sunetra Sarker  | Kirsty Gallacher  | Anastacia           | Charlotte Hawkins      |                      |                          |                  |                   |                 |                      |                   |
| Brian Fortuna            |                    |                 |                  |                  |                    | Heather Small      | Ali Bastian      |                   |                 |                    |                      |                 |                   |                     |                        |                      |                          |                  |                   |                 |                      |                   |
| Camilla Dallerup         | David Dickinson    | Roger Black     | James Martin     | Ray Fearon       | Gethin Jones       | Tom Chambers       |                  |                   |                 |                    |                      |                 |                   |                     |                        |                      |                          |                  |                   |                 |                      |                   |
| Carlos Gu                |                    |                 |                  |                  |                    |                    |                  |                   |                 |                    |                      |                 |                   |                     |                        |                      |                          |                  |                   | Molly Rainford  | Angela Scanlon       |                   |
| Darren Bennett           |                    | Jill Halfpenny  | Gloria Hunniford | Emma Bunton      | Letitia Dean       | Jessie Wallace     | Lynda Bellingham |                   |                 |                    |                      |                 |                   |                     |                        |                      |                          |                  |                   |                 |                      |                   |
| Dianne Buswell           |                    |                 |                  |                  |                    |                    |                  |                   |                 |                    |                      |                 |                   |                     | Révérend Richard Coles | Joe Sugg             | Dev Griffin              | Max George       | Robert Webb       | Tyler West      | Bobby Brazier        | Chris McCausland  |
| Erin Boag                | Martin Offiah      | Julian Clary    | Colin Jackson    | Peter Schmeichel | Willie Thorne      | Austin Healey      | Ricky Groves     | Peter Shilton     | Rory Bremner    | Richard Arnold     |                      |                 |                   |                     |                        |                      |                          |                  |                   |                 |                      |                   |
| Flavia Cacace            |                    |                 |                  | Jimmy Tarbuck    | Matt Di Angelo     | Phil Daniels       | Craig Kelly      | Jimi Mistry       | Russell Grant   | Louis Smith        |                      |                 |                   |                     |                        |                      |                          |                  |                   |                 |                      |                   |
| Giovanni Pernice         |                    |                 |                  |                  |                    |                    |                  |                   |                 |                    |                      |                 | Georgia May Foote | Laura Whitmore      | Debbie McGee           | Faye Tozer           | Michelle Visage          | Ranvir Singh     | Rose Ayling-Ellis | Richie Anderson | Amanda Abbington     |                   |
| Gleb Savchenko           |                    |                 |                  |                  |                    |                    |                  |                   |                 |                    |                      |                 |                   | Anita Rani          |                        |                      |                          |                  |                   |                 |                      |                   |
| Gorka Màrquez            |                    |                 |                  |                  |                    |                    |                  |                   |                 |                    |                      |                 |                   | Tameka Empson       | Alexandra Burke        | Katie Piper          |                          | Maisie Smith     | Katie McGlynn     | Helen Skelton   | Nikita Kanda         | Dr. Punam Krishan |
| Graziano Di Prima        |                    |                 |                  |                  |                    |                    |                  |                   |                 |                    |                      |                 |                   |                     |                        |                      | Vick Hope                |                  | Judi Love         | Kym Marsh       | Zara McDermott       |                   |
| Hanna Haarala            |                    |                 | Will Thorp       |                  |                    |                    |                  |                   |                 |                    |                      |                 |                   |                     |                        |                      |                          |                  |                   |                 |                      |                   |
| Hanna Karttunen          | Christopher Parker |                 |                  |                  |                    |                    |                  |                   |                 |                    |                      |                 |                   |                     |                        |                      |                          |                  |                   |                 |                      |                   |
| Hayley Holt              |                    |                 |                  |                  |                    | Mark Foster        |                  |                   |                 |                    |                      |                 |                   |                     |                        |                      |                          |                  |                   |                 |                      |                   |
| Hazel Newberry           |                    | Quentin Willson |                  |                  |                    |                    |                  |                   |                 |                    |                      |                 |                   |                     |                        |                      |                          |                  |                   |                 |                      |                   |
| Ian Waite                |                    | Denise Lewis    | Zoë Ball         | Mica Paris       | Penny Lancaster    | Jodie Kidd         | Jade Johnson     |                   |                 |                    |                      |                 |                   |                     |                        |                      |                          |                  |                   |                 |                      |                   |
| Iveta Lukosiute          |                    |                 |                  |                  |                    |                    |                  |                   |                 | Johnny Ball        | Mark Benton          | Thom Evans      |                   |                     |                        |                      |                          |                  |                   |                 |                      |                   |
| Izabela Hannah           |                    |                 | Dennis Taylor    |                  |                    |                    |                  |                   |                 |                    |                      |                 |                   |                     |                        |                      |                          |                  |                   |                 |                      |                   |
| James Jordan             |                    |                 |                  | Georgina Bouzova | Gabby Logan        | Cherie Lunghi      | Zöe Lucker       | Pamela Stephenson | Alex Jones      | Denise Van Outen   | Vanessa Feltz        |                 |                   |                     |                        |                      |                          |                  |                   |                 |                      |                   |
| Janette Manrara          |                    |                 |                  |                  |                    |                    |                  |                   |                 |                    | Julien MacDonald     | Jake Wood       | Peter Andre       | Melvin Odoom        | Aston Merrygold        | Dr. Ranj Singh       | Will Bayley              | HRVY             |                   |                 |                      |                   |
| Jared Murillo            |                    |                 |                  |                  |                    |                    |                  | Tina O'Brien      |                 |                    |                      |                 |                   |                     |                        |                      |                          |                  |                   |                 |                      |                   |
| Joanne Clifton           |                    |                 |                  |                  |                    |                    |                  |                   |                 |                    |                      | Scott Mills     |                   | Ore Oduba           |                        |                      |                          |                  |                   |                 |                      |                   |
| Johannes Radebe          |                    |                 |                  |                  |                    |                    |                  |                   |                 |                    |                      |                 |                   |                     |                        |                      | Catherine Tyldesley      | Caroline Quentin | John Whaite       | Ellie Taylor    | Annabel Croft        | Montell Douglas   |
| John Byrnes              | Claire Sweeney     |                 |                  |                  |                    |                    |                  |                   |                 |                    |                      |                 |                   |                     |                        |                      |                          |                  |                   |                 |                      |                   |
| Jowita Przystal          |                    |                 |                  |                  |                    |                    |                  |                   |                 |                    |                      |                 |                   |                     |                        |                      |                          |                  |                   | Hamza Yassin    | Jody Cundy           | Pete Wicks        |
| Kai Widdrington          |                    |                 |                  |                  |                    |                    |                  |                   |                 |                    |                      |                 |                   |                     |                        |                      |                          |                  | AJ Odudu          | Kaye Adams      | Angela Rippon        |                   |
| Karen Hardy              |                    |                 | Bill Turnbull    | Mark Ramprakash  | Brian Capron       | Gary Rhodes        |                  |                   |                 |                    |                      |                 |                   |                     |                        |                      |                          |                  |                   |                 |                      |                   |
| Karen Hauer (ex-Clifton) |                    |                 |                  |                  |                    |                    |                  |                   |                 | Nicky Byrne        | Dave Myers           | Mark Wright     | Jeremy Vine       | Will Young          | Simon Rimmer           | Charles Venn         | Chris Ramsey             | Jamie Laing      | Greg Wise         | Jayde Adams     | Eddie Kadi           | Paul Merson       |
| Katya Jones              |                    |                 |                  |                  |                    |                    |                  |                   |                 |                    |                      |                 |                   | Ed Balls            | Joe McFadden           | Seann Walsh          | Mike Bushell             | Nicola Adams     | Adam Peaty        | Tony Adams      | Nigel Harman         | Wynne Evans       |
| Katya Virshilas          |                    |                 |                  |                  |                    |                    | Phil Tufnell     | Gavin Henson      | Dan Lobb        |                    |                      |                 |                   |                     |                        |                      |                          |                  |                   |                 |                      |                   |
| Kevin Clifton            |                    |                 |                  |                  |                    |                    |                  |                   |                 |                    | Susanna Reid         | Frankie Bridge  | Kellie Bright     | Louise Redknapp     | Susan Calman           | Stacey Dooley        | Anneka Rice              |                  |                   |                 |                      |                   |
| Kristina Rihanoff        |                    |                 |                  |                  |                    | John Sergeant      | Joe Calzaghe     | Goldie            | Jason Donovan   | Colin Salmon       | Ben Cohen            | Simon Webbe     | Daniel O'Donnell  |                     |                        |                      |                          |                  |                   |                 |                      |                   |
| Kylie Jones              | Jason Wood         |                 |                  |                  |                    |                    |                  |                   |                 |                    |                      |                 |                   |                     |                        |                      |                          |                  |                   |                 |                      |                   |
| Lauren Oakley            |                    |                 |                  |                  |                    |                    |                  |                   |                 |                    |                      |                 |                   |                     |                        |                      |                          |                  |                   |                 | Krishnan Guru-Murthy | JB Gill           |
| Lilia Kopylova           |                    | Aled Jones      | Darren Gough     | Matt Dawson      | Dominic Littlewood | Don Warrington     | Richard Dunwoody |                   |                 |                    |                      |                 |                   |                     |                        |                      |                          |                  |                   |                 |                      |                   |
| Luba Mushtuk             |                    |                 |                  |                  |                    |                    |                  |                   |                 |                    |                      |                 |                   |                     |                        |                      | James Cracknell          | Jason Bell       |                   |                 | Adam Thomas          | Nick Knowles      |
| Matthew Cutler           |                    |                 | Siobhan Hayes    | Carol Smillie    | Alesha Dixon       | Christine Bleakley | Martina Hingis   |                   |                 |                    |                      |                 |                   |                     |                        |                      |                          |                  |                   |                 |                      |                   |
| Michelle Tsiakkas        |                    |                 |                  |                  |                    |                    |                  |                   |                 |                    |                      |                 |                   |                     |                        |                      |                          |                  |                   |                 |                      | Jamie Borthwick   |
| Nadiya Bychkova          |                    |                 |                  |                  |                    |                    |                  |                   |                 |                    |                      |                 |                   |                     | Davood Ghadami         | Lee Ryan             | David James              |                  | Dan Walker        | Matt Goss       |                      | Thomas Dean       |
| Nancy Xu                 |                    |                 |                  |                  |                    |                    |                  |                   |                 |                    |                      |                 |                   |                     |                        |                      |                          |                  | Rhys Stephenson   | Will Mellor     | Les Dennis           | Shayne Ward       |
| Natalie Lowe             |                    |                 |                  |                  |                    |                    | Ricky Whittle    | Scott Maslen      | Audley Harrison | Michael Vaughan    |                      | Tim Wonnacott   | Ainsley Harriott  |                     |                        |                      |                          |                  |                   |                 |                      |                   |
| Neil Jones               |                    |                 |                  |                  |                    |                    |                  |                   |                 |                    |                      |                 |                   |                     |                        |                      | Alex Scott               |                  | Nina Wadia        |                 |                      | Toyah Willcox     |
| Nicole Cutler            |                    | Diarmuid Gavin  |                  | Nicholas Owen    | John Barnes        |                    |                  |                   |                 |                    |                      |                 |                   |                     |                        |                      |                          |                  |                   |                 |                      |                   |
| Nikita Kuzmin            |                    |                 |                  |                  |                    |                    |                  |                   |                 |                    |                      |                 |                   |                     |                        |                      |                          |                  | Tilly Ramsay      | Ellie Simmonds  | Layton Williams      | Sam Quek          |
| Oksana Platero           |                    |                 |                  |                  |                    |                    |                  |                   |                 |                    |                      |                 |                   | Robert Judge Rinder |                        |                      |                          |                  |                   |                 |                      |                   |
| Ola Jordan               |                    |                 |                  | DJ Spoony        | Kenny Logan        | Andrew Castle      | Chris Hollins    | Paul Daniels      | Robbie Savage   | Sid Owen           | Ashley Taylor Dawson | Steve Backshall | Iwan Thomas       |                     |                        |                      |                          |                  |                   |                 |                      |                   |
| Oti Mabuse               |                    |                 |                  |                  |                    |                    |                  |                   |                 |                    |                      |                 | Anthony Ogogo     | Danny Mac           | Jonnie Peacock         | Graeme Swann         | Kelvin Fletcher          | Bill Bailey      | Ugo Monye         |                 |                      |                   |
| Pasha Kovalev            |                    |                 |                  |                  |                    |                    |                  |                   | Chelsee Healey  | Kimberley Walsh    | Rachel Riley         | Caroline Flack  | Carol Kirkwood    | Naga Munchetty      | Chizzy Akudolu         | Ashley Roberts       |                          |                  |                   |                 |                      |                   |
| Paul Killick             | Verona Joseph      | Carol Vorderman |                  |                  |                    |                    |                  |                   |                 |                    |                      |                 |                   |                     |                        |                      |                          |                  |                   |                 |                      |                   |
| Robin Windsor            |                    |                 |                  |                  |                    |                    |                  | Patsy Kensit      | Anita Dobson    | Lisa Riley         |                      |                 |                   |                     |                        |                      |                          |                  |                   |                 |                      |                   |
| Trent Whiddon            |                    |                 |                  |                  |                    |                    |                  |                   |                 |                    |                      | Pixie Lott      |                   |                     |                        |                      |                          |                  |                   |                 |                      |                   |
| Tristan MacManus         |                    |                 |                  |                  |                    |                    |                  |                   |                 |                    |                      | Jennifer Gibney | Jamelia           |                     |                        |                      |                          |                  |                   |                 |                      |                   |
| Vincent Simone           |                    |                 |                  | Louisa Lytton    | Stephanie Beacham  | Rachel Stevens     | Natalie Cassidy  | Felicity Kendal   | Edwina Currie   | Dani Harmer        | Deborah Meaden       |                 |                   |                     |                        |                      |                          |                  |                   |                 |                      |                   |
| Vito Coppola             |                    |                 |                  |                  |                    |                    |                  |                   |                 |                    |                      |                 |                   |                     |                        |                      |                          |                  |                   | Fleur East      | Ellie Leach          | Sarah Hadland     |

Légende :
 Candidats encore en compétition
 Vainqueur de la saison
 Second de la saison
 Troisième de la saison
 Dernière place de la saison
 Abandon de la saison

## Candidats et palmarès

### Palmarès des saisons 1 à 10
| Classement | Saison 1 (2004)    | Saison 2 (2004)  | Saison 3 (2005)   | Saison 4 (2006)    | Saison 5 (2007)         | Saison 6 (2008)    | Saison 7 (2009) | Saison 8 (2010)   | Saison 9 (2011) | Saison 10 (2012)   |
| 1er        | Natasha Kaplinsky  | Jill Halfpenny   | Darren Gough      | Mark Ramprakash    | Alesha Dixon            | Tom Chambers       | Chris Hollins   | Kara Tointon      | Harry Judd      | Louis Smith        |
| 2e         | Christopher Parker | Denise Lewis     | Colin Jackson     | Matt Dawson        | Matt Di Angelo          | Rachel Stevens     | Ricky Whittle   | Matt Baker        | Chelsee Healey  | Kimberley Walsh    |
| 2e         | Christopher Parker | Denise Lewis     | Colin Jackson     | Matt Dawson        | Matt Di Angelo          | Rachel Stevens     | Ricky Whittle   | Matt Baker        | Chelsee Healey  | Denise Van Outen   |
| 3e         | Lesley Garrett     | Julian Clary     | Zoe Ball          | Emma Bunton        | Gethin Jones            | Lisa Snowdon       | Ali Bastian     | Pamela Stephenson | Jason Donovan   | —                  |
| 4e         | Martin Offiah      | Aled Jones       | James Martin      | Louisa Lytton      | Letitia Dean            | Austin Healey      | Laila Rouass    | Scott Maslen      | Holly Valance   | Dani Harmer        |
| 5e         | Claire Sweeney     | Roger Black      | Patsy Palmer      | Carol Smillie      | Kenny Logan             | Christine Bleakley | Natalie Cassidy | Gavin Henson      | Alex Jones      | Lisa Riley         |
| 6e         | Vérone Joseph      | Sarah Manners    | Bill Turnbull     | Claire King        | Kelly Brook             | Jodie Kidd         | Ricky Groves    | Ann Widdecombe    | Robbie Sauvage  | Nicky Byrne        |
| 7e         | David Dickinson    | Diarmuid Gavin   | Will Thorp        | Pierre Schmeichel  | John Barnes             | John Sergeant      | Jade Johnson    | Patsy Kensit      | Anita Dobson    | Michael Vaughan    |
| 8e         | Jason Wood         | Esther Rantzen   | Dennis Taylor     | Ray Fearon         | Kate Garraway           | Cherie Lunghi      | Phil Tufnell    | Felicity Kendal   | Russell Grant   | Victoria Pendleton |
| 9e         |                    | Carol Vorderman  | Fiona Phillips    | Jan Ravens         | Penny Lancaster-Stewart | Heather Small      | Craig Kelly     | Michelle Williams | Audley Harrison | Richard Arnold     |
| 10e        | Quentin Willson    | Gloria Hunniford | Georgina Bouzova  | Dominic Littlewood | Andrew Castle           | Zöe Lucker         | Jimi Mistry     | Lulu              | Fern Britton    |                    |
| 11e        |                    | Jaye Jacobs      | DJ Spoony         | Gabby Logan        | Mark Foster             | Jo Wood            | Tina O'Brien    | Nancy Dell'OlIio  | Colin Salmon    |                    |
| 12e        | Siobhan Hayes      | Jimmy Tarbuck    | Willie Thorne     | Don Warrigton      | Joe Calzaghe            | Peter Shilton      | Rory Bremner    | Sid Owen          |                 |                    |
| 13e        |                    | Mica Paris       | Stéphanie Beacham | Jessie Wallace     | Lynda Bellingham        | Paul Daniels       | Dan Lobb        | Jerry Hall        |                 |                    |
| 14e        | Nicolas Owen       | Brian Capron     | Gary Rhodes       | Rav Wilding        | Goldie                  | Edwina Currie      | Johnny Ball     |                   |                 |                    |
| 15e        |                    |                  | Gillian Taylforth | Richard Dunwoody   |                         |                    |                 |                   |                 |                    |
| 16e        | Phil Daniels       | Martina Hingis   |                   |                    |                         |                    |                 |                   |                 |                    |

### Palmarès des saisons 11 à 20
| Classement | Saison 11 (2013)     | Saison 12 (2014) | Saison 13 (2015)  | Saison 14 (2016)  | Saison 15 (2017)   | Saison 16 (2018)     | Saison 17 (2019)    | Saison 18 (2020) | Saison 19 (2021)  | Saison 20 (2022) |
| 1er        | Abbey Clancy         | Caroline Flack   | Jay McGuiness     | Ore Oduba         | Joe McFadden       | Stacey Dooley        | Kelvin Fletcher     | Bill Bailey      | Rose Ayling-Ellis | Hamza Yassin     |
| 2e         | Sussana Reid         | Simon Webbe      | Kellie Bright     | Louise Redknapp   | Gemma Atkinson     | Joe Sugg             | Karim Zeroual       | Maisie Smith     | John Whaite       | Molly Rainford   |
| 2e         | Natalie Gumede       | Frankie Bridge   | Georgia May Foote | Danny Mac         | Debbie McGee       | Faye Tozer           | Emma Barton         | Jamie Laing      | John Whaite       | Helen Skelton    |
| 2e         | Natalie Gumede       | Frankie Bridge   | Georgia May Foote | Danny Mac         | Alexandra Burke    | Ashley Roberts       | Emma Barton         | HRVY             | John Whaite       | Fleur East       |
| 3e         | —                    | —                | —                 | —                 | —                  | —                    | —                   | —                | AJ Odudu          | —                |
| 4e         | Sophie Ellis-Bextor  | Mark Wright      | Katie Derham      | Claudia Fragapane | —                  | —                    | Chris Ramsey        | —                | Rhys Stephenson   | —                |
| 5e         | Patrick Robinson     | Jake Wood        | Anita Rami        | Judge Rinder      | Mollie King        | Lauren Steadman      | Alex Scott          | Ranvir Singh     | Dan Walker        | Will Mellor      |
| 6e         | Ashley Taylor Dawson | Pixie Lott       | Helen George      | Ed Balls          | Davood Ghadami     | Charles Venn         | Saffron Barker      | JJ Chalmers      | Tilly Ramsay      | Kym Marsh        |
| 7e         | Mark Benton          | Sunetra Sarker   | Peter Andre       | Greg Rutherford   | Susan Calman       | Graeme Swann         | Michelle Visage     | Clara Amfo       | Tom Fletcher      | Ellie Taylor     |
| 8e         | Ben Cohen            | Steve Backshall  | Jamelia           | Daisy Lowe        | Jonnie Peacock     | Kate Silverton       | Mike Bushell        | Caroline Quentin | Sara Davies       | Tyler West       |
| 9e         | Fiona Fullerton      | Judy Murray      | Jeremy Vine       | Laura Whitmore    | Ruth Langsford     | Danny John-Jules     | Emma Weymouth       | Max George       | Adam Peaty        | Tony Adams       |
| 10e        | Dave Myers           | Alison Hammond   | Carol Kirkwood    | Anastacia         | Aston Merrygold    | Dr. Ranj Singh       | Will Bayley         | Nicola Adams     | Judi Love         | Ellie Simmonds   |
| 11e        | Rachel Riley         | Scott Mills      | Kirsty Gallacher  | Lesley Joseph     | Simon Rimmer       | Seann Walsh          | Catherine Tyldesley | Jason Bell       | Ugo Monye         | James Bye        |
| 12e        | Deborah Meaden       | Thom Evans       | Ainsley Harriott  | Naga Munchetty    | Brian Conley       | Vick Hope            | David James         | Jacqui Smith     | Greg Wise         | Jayde Adams      |
| 13e        | Julien Macdonald     | Tim Wonnacott    | Daniel O'Donnell  | Will Young        | Charlotte Hawkins  | Katie Piper          | Dev Griffin         |                  | Robert Webb       | Matt Goss        |
| 14e        | Vanessa Feltz        | Jennifer Gibney  | Anthony Ogogo     | Tameka Empson     | Rev. Richard Coles | Lee Ryan             | Anneka Rice         | Katie McGlynn    | Richie Anderson   |                  |
| 15e        | Tony Jacklin         | Gregg Wallace    | Iwan Thomas       | Melvin Odoom      | Chizzy Akudolu     | Susannah Constantine | James Cracknell     | Nina Wadia       | Kaye Adams        |                  |

### Palmarès à partir de la saison 21
| Classement | Saison 21 (2023)     | Saison 22 (2024)  |
| 1er        | Ellie Leach          | Chris McCausland  |
| 2e         | Layton Williams      | Sarah Hadland     |
| 2e         | Bobby Brazier        | JB Gill           |
| 2e         | Bobby Brazier        | Tasha Ghouri      |
| 3e         | —                    | —                 |
| 4e         | Annabel Croft        | —                 |
| 5e         | Nigel Harman         | Pete Wicks        |
| 6e         | Angela Scanlon       | Montell Douglas   |
| 7e         | Angela Rippon        | Jamie Borthwick   |
| 8e         | Krishnan Guru-Murthy | Wynne Evans       |
| 9e         | Adam Thomas          | Shayne Ward       |
| 10e        | Zara McDermott       | Sam Quek          |
| 11e        | Amanda Abbington     | Dr. Punam Krishan |
| 12e        | Eddie Kadi           | Paul Merson       |
| 13e        | Jody Cundy           | Nick Knowles      |
| 14e        | Nikita Kanda         | Toyah Willcox     |
| 15e        | Les Dennis           | Tom Dean          |

## Déroulement des saisons

### Première édition (2004)

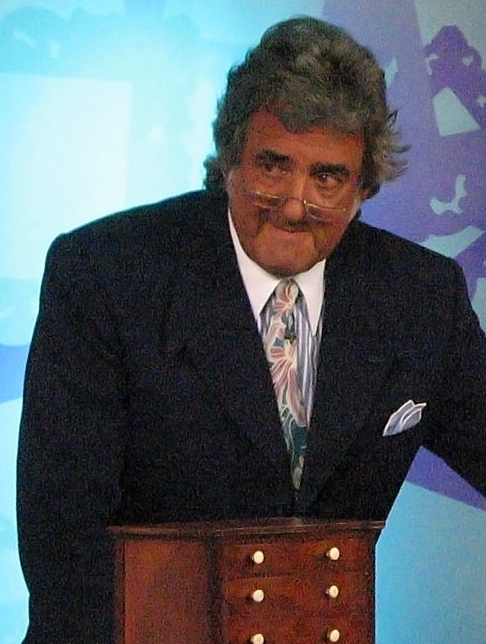
David Dickinson candidat de la saison 1

La première saison a été diffusée du 15 mai au 3 juillet 2004.
| Candidat           | Caractéristique                        | Danseur / Danseuse | Arrivée   | Départ    | Statut    |
| ------------------ | -------------------------------------- | ------------------ | --------- | --------- | --------- |
| Natasha Kaplinski  | Animatrice télé                        | Brendan Cole       | Semaine 1 | Semaine 8 | Vainqueur |
| Christopher Parker | Acteur dont EastEnders                 | Hanna Karttunen    | Semaine 1 | Semaine 8 | Deuxième  |
| Lesley Garrett     | Chanteuse lyrique                      | Anton Du Beke      | Semaine 1 | Semaine 7 | Troisième |
| Martin Offiah      | Rugbyman                               | Erin Boag          | Semaine 1 | Semaine 6 | Éliminé   |
| Claire Sweeney     | Actrice & animatrice télé              | John Byrnes        | Semaine 1 | Semaine 5 | Éliminée  |
| Verona Joseph      | Actrice dont Holby City                | Paul Killick       | Semaine 1 | Semaine 4 | Éliminée  |
| David Dickinson    | Expert en antiquités et animateur télé | Camilla Dallerup   | Semaine 1 | Semaine 3 | Éliminé   |
| Jason Wood         | Comédien                               | Kylie Jones        | Semaine 1 | Semaine 2 | Éliminé   |

- Claire a été finaliste du premier Celebrity Big Brother en 2001.

### Deuxième édition (2004)

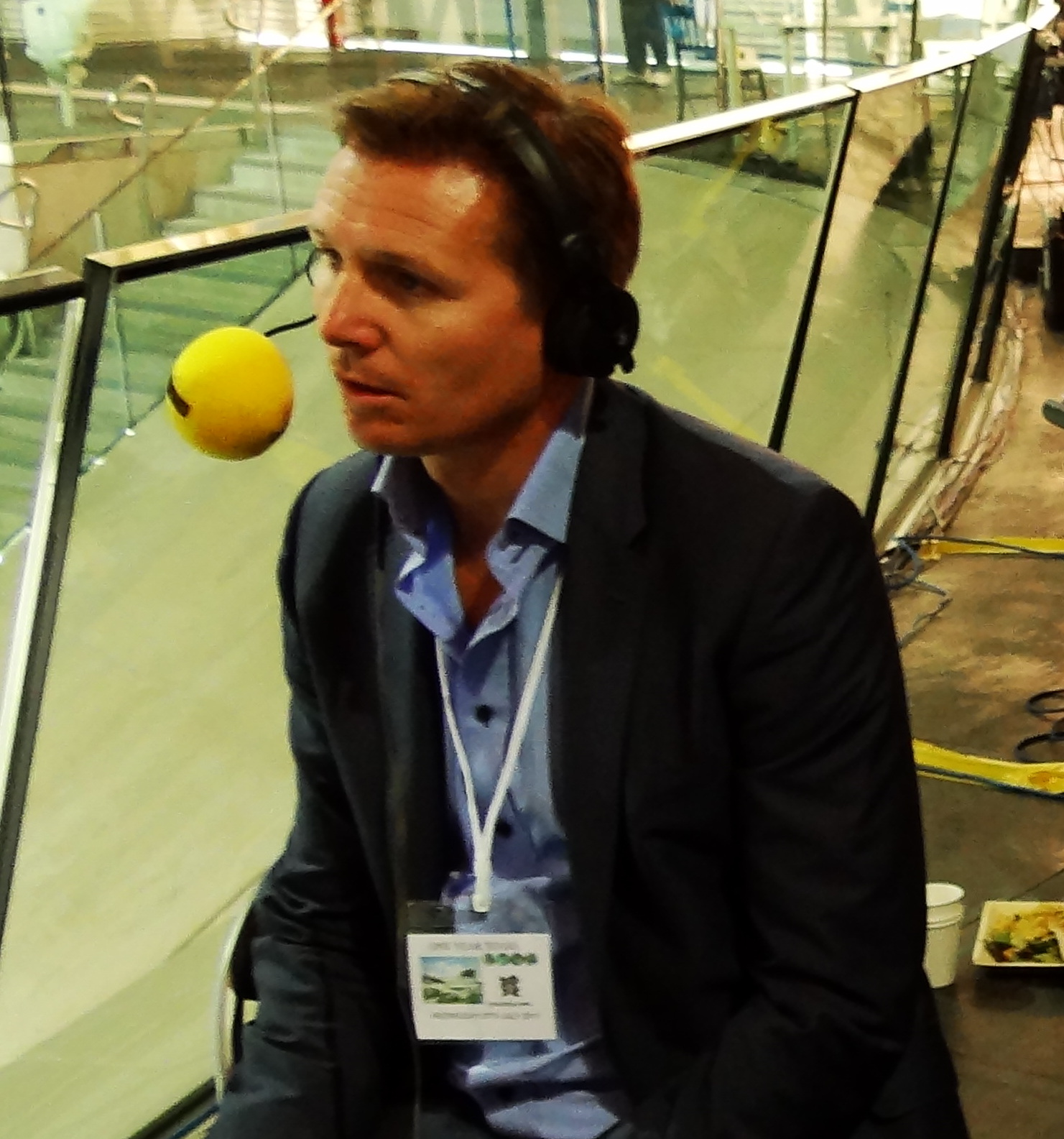
Roger Black candidat de la saison 2

La deuxième saison a été diffusée du 23 octobre au 11 décembre 2004.
| Candidat        | Caractéristique                     | Danseur / Danseuse | Arrivée   | Départ    | Statut    |
| --------------- | ----------------------------------- | ------------------ | --------- | --------- | --------- |
| Jill Halfpenny  | Actrice dont EastEnders             | Darren Bennett     | Semaine 1 | Semaine 8 | Vainqueur |
| Denise Lewis    | Athlète d'heptathlon                | Ian Waite          | Semaine 1 | Semaine 8 | Deuxième  |
| Julian Clary    | Comédien et écrivain                | Etin Boag          | Semaine 1 | Semaine 8 | Troisième |
| Aled Jones      | Chanteur et animateur de télévision | Lila Kopylova      | Semaine 1 | Semaine 7 | Éliminé   |
| Roger Black     | Sprinter et journaliste sportif     | Camilla Dallerup   | Semaine 1 | Semaine 6 | Éliminé   |
| Sarah Manners   | Actrice dont Casualty               | Brendan Cole       | Semaine 1 | Semaine 5 | Éliminée  |
| Diarmuid Gavin  | Paysagiste et animateur télé        | Nicole Cutler      | Semaine 1 | Semaine 4 | Éliminé   |
| Esther Rantzen  | Présentatrice de That's Life        | Anton Du Beke      | Semaine 1 | Semaine 3 | Éliminée  |
| Carol Vorderman | Animatrice de Countdown             | Paul Killick       | Semaine 1 | Semaine 2 | Éliminée  |
| Quentin Wilson  | Journaliste sports moteurs          | Hazel Newberry     | Semaine 1 | Semaine 1 | Éliminé   |

- Julian a remporté la 10e saison de Celebrity Big Brother

### Troisième édition (2005)

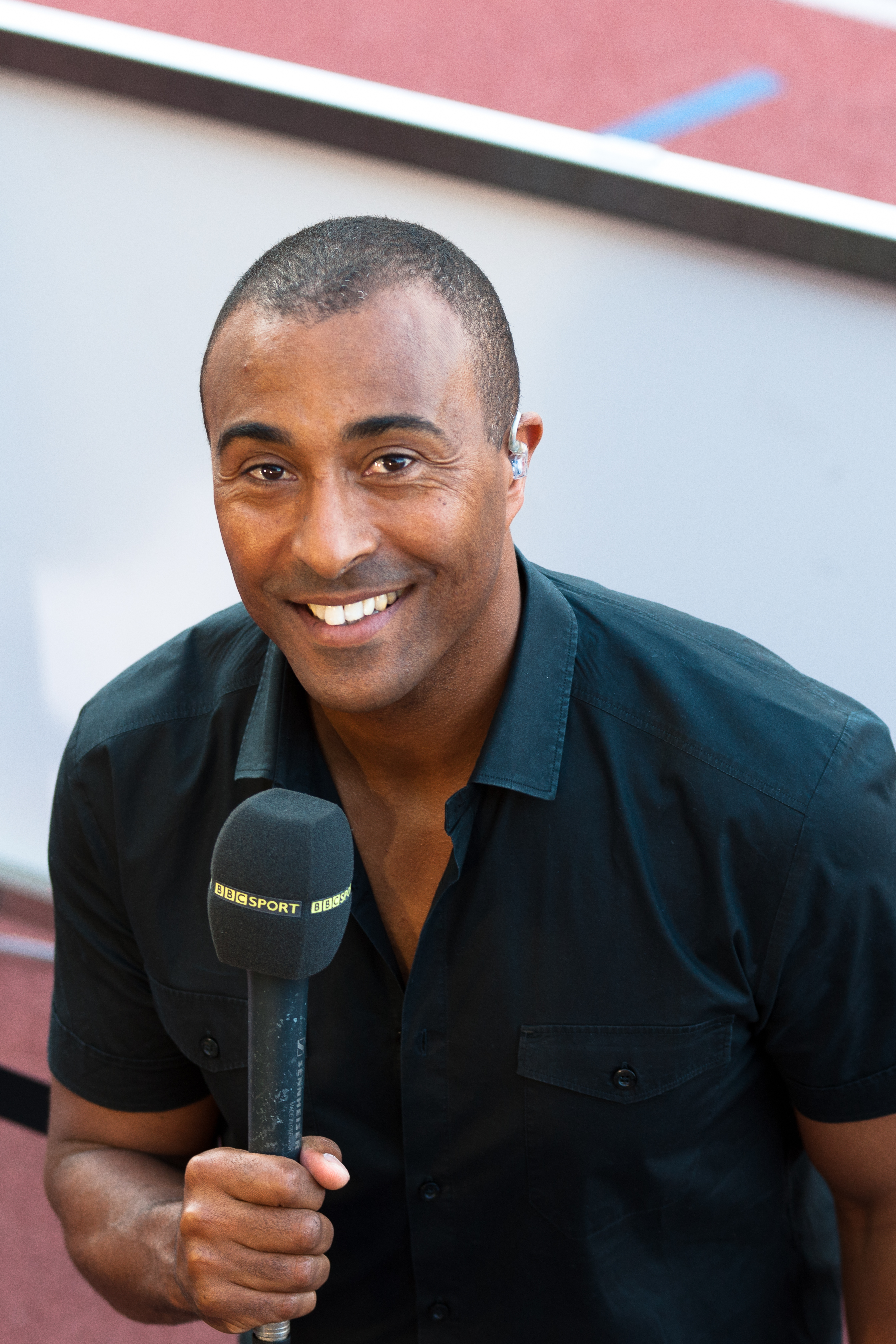
Colin Jackson finaliste de la saison 3

La troisième saison a été diffusée du 15 octobre au 17 décembre 2005.
| Candidat         | Caractéristique            | Danseur / Danseuse | Arrivée   | Départ     | Statut    |
| ---------------- | -------------------------- | ------------------ | --------- | ---------- | --------- |
| Darren Gough     | Joueur de cricket          | Lilia Kopylova     | Semaine 1 | Semaine 10 | Vainqueur |
| Colin Jackson    | Champion de 110 m haies    | Erin Boag          | Semaine 1 | Semaine 10 | Deuxième  |
| Zoe Ball         | Animatrice TV et radio     | Ian Waite          | Semaine 1 | Semaine 10 | Troisième |
| James Martin     | Chef cuisinier             | Camilla Dallerup   | Semaine 1 | Semaine 9  | Éliminé   |
| Patsy Palmer     | Actrice dont EastEnders    | Anton Du Beke      | Semaine 1 | Semaine 8  | Éliminée  |
| Bill Turnbull    | Animateur de BBC Breakfast | Karen Hardy        | Semaine 1 | Semaine 7  | Éliminé   |
| Will Thorp       | Acteur dont Casualty       | Hanna Haarala      | Semaine 1 | Semaine 6  | Éliminé   |
| Dennis Taylor    | Ancien champion de billard | Izabela Hannah     | Semaine 1 | Semaine 5  | Éliminé   |
| Fiona Phillips   | Directrice de GMTV         | Brendan Cole       | Semaine 1 | Semaine 4  | Éliminée  |
| Gloria Hunniford | Animatrice radio et télé   | Darren Bennett     | Semaine 1 | Semaine 3  | Éliminée  |
| Jaye Jacobs      | Actrice dont Holby City    | Andrew Cuerden     | Semaine 1 | Semaine 2  | Éliminée  |
| Siobhan Hayes    | Star de My Family          | Matthew Cutler     | Semaine 1 | Semaine 1  | Éliminée  |

### Quatrième édition (2006)
La quatrième saison a été diffusée du 7 octobre au 23 décembre 2006.
| Candidat         | Caractéristique                    | Danseur / Danseuse | Arrivée   | Départ     | Statut    |
| ---------------- | ---------------------------------- | ------------------ | --------- | ---------- | --------- |
| Mark Ramprakash  | Joueur de cricket                  | Karen Hardy        | Semaine 1 | Semaine 12 | Vainqueur |
| Matt Dawson      | Ancien rugbyman                    | Lilia Kopylova     | Semaine 1 | Semaine 12 | Deuxième  |
| Emma Bunton      | Chanteuse (ancienne Spice Girls)   | Darren Bennett     | Semaine 1 | Semaine 11 | Troisième |
| Louisa Lytton    | Actrice dont EastEnders            | Vincent Simone     | Semaine 1 | Semaine 10 | Éliminée  |
| Carol Smillie    | Présentatrice de télévision        | Matthew Cutler     | Semaine 1 | Semaine 9  | Éliminée  |
| Claire King      | Actrice dont Emmerdale             | Brendan Cole       | Semaine 1 | Semaine 8  | Éliminée  |
| Peter Schmeichel | Ancien footballeur                 | Erin Boag          | Semaine 1 | Semaine 7  | Éliminé   |
| Ray Fearon       | Acteur de théâtre et de télévision | Camilla Dallerup   | Semaine 1 | Semaine 6  | Éliminé   |
| Jan Ravens       | Actrice et imitatrice              | Anton Du Beke      | Semaine 1 | Semaine 5  | Éliminée  |
| Georgina Bouzova | Actrice dont Casualty              | James Jordan       | Semaine 1 | Semaine 4  | Éliminée  |
| DJ Spoony        | Présentateur radio                 | Ola Jordan         | Semaine 1 | Semaine 3  | Éliminé   |
| Jimmy Tarbuck    | Comédien                           | Flavia Cacace      | Semaine 1 | Semaine 3  | Abandon   |
| Mica Paris       | Chanteuse et animatrice TV         | Ian Waite          | Semaine 1 | Semaine 2  | Éliminé   |
| Nicholas Owen    | Présentateur de BBC News           | Nicole Cutler      | Semaine 1 | Semaine 1  | Éliminé   |

- Claire a participé à Celebrity Big Brother 14 en 2014.

### Cinquième édition (2007)

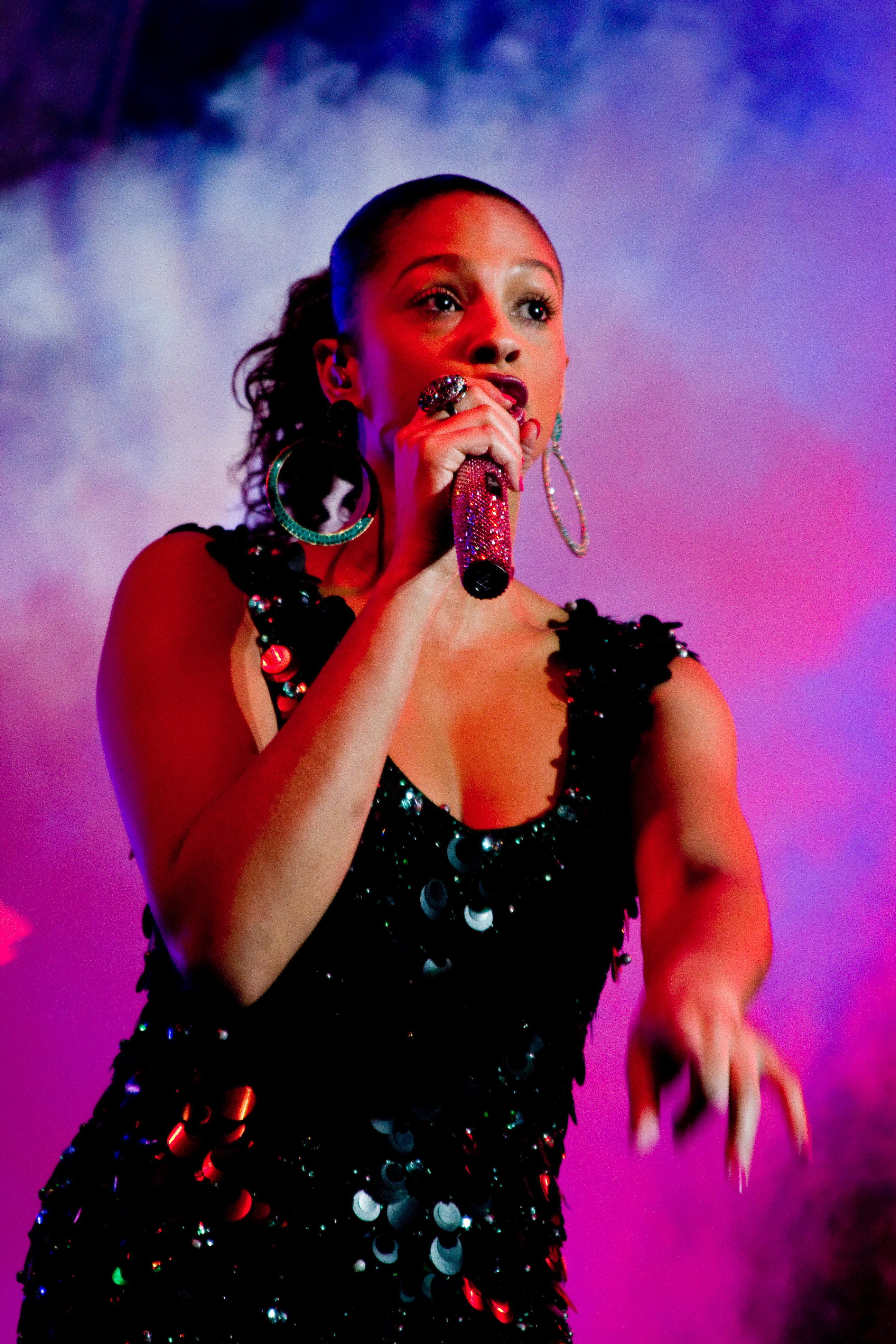
Alesha Dixon Gagnante de la saison 5

La cinquième saison a été diffusée du 29 septembre au 22 décembre 2007.
| Candidat           | Caractéristique                     | Danseur / Danseuse | Arrivée   | Départ     | Statut    |
| ------------------ | ----------------------------------- | ------------------ | --------- | ---------- | --------- |
| Alesha Dixon       | Chanteuse du groupe Mis-Teeq        | Matthew Cutler     | Semaine 1 | Semaine 12 | Vainqueur |
| Matt Di Angelo     | Acteur dont EastEnders              | Flavia Cacace      | Semaine 1 | Semaine 12 | Deuxième  |
| Gethin Jones       | Présentateur de Blue Peter          | Camilla Dallerup   | Semaine 1 | Semaine 11 | Troisième |
| Letitia Dean       | Actrice dont EastEnders             | Darren Bennett     | Semaine 1 | Semaine 10 | Éliminée  |
| Kenny Logan        | Ancien joueur de rugby              | Ola Jordan         | Semaine 1 | Semaine 9  | Éliminé   |
| Kelly Brook        | Actrice et mannequin Playboy        | Brendan Cole       | Semaine 1 | Semaine 9  | Abandon   |
| John Barnes        | Ancien footballeur                  | Nicole Cutler      | Semaine 1 | Semaine 8  | Éliminé   |
| Kate Garraway      | Présentatrice de GMTV               | Anton Du Beke      | Semaine 1 | Semaine 7  | Éliminée  |
| Penny Lancaster    | Mannequin et photographe            | Ian Waite          | Semaine 1 | Semaine 6  | Éliminée  |
| Dominic Littlewood | Présentateur télé et journaliste    | Lilia Kopylova     | Semaine 1 | Semaine 5  | Éliminé   |
| Gabby Logan        | Présentatrice de BBC Sport          | James Jordan       | Semaine 1 | Semaine 4  | Éliminée  |
| Willie Thorne      | Joueur de Billard                   | Erin Boag          | Semaine 1 | Semaine 3  | Éliminé   |
| Stephanie Beacham  | Actrice de télévision et de théâtre | Vincent Simone     | Semaine 1 | Semaine 2  | Éliminée  |
| Brian Capron       | Acteur dont Coronation Street       | Karen Hardy        | Semaine 1 | Semaine 1  | Éliminé   |

- Stephanie a été finaliste de Celebrity Big Brother 7 en 2010.

### Sixième édition (2008)

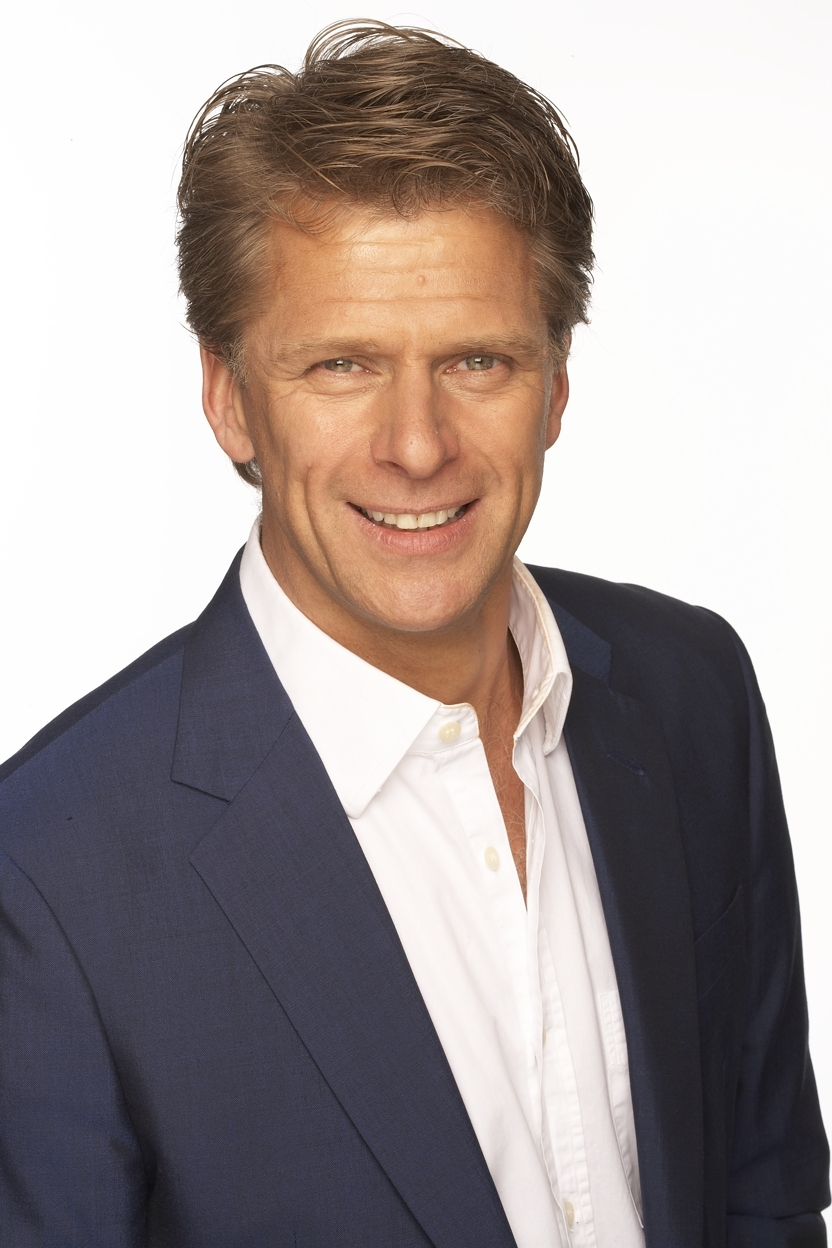
Andrew Castle candidat de la saison 6

La sixième saison a été diffusée du 20 septembre au 20 décembre 2008.
| Candidat           | Caractéristique                          | Danseur / Danseuse | Arrivée   | Départ     | Statut    |
| ------------------ | ---------------------------------------- | ------------------ | --------- | ---------- | --------- |
| Tom Chambers       | Acteur dont Holby City                   | Camilla Dallerup   | Semaine 1 | Semaine 14 | Vainqueur |
| Rachel Stevens     | Membre des S Club 7                      | Vincent Simone     | Semaine 1 | Semaine 14 | Deuxième  |
| Lisa Snowdon       | Animatrice télé et radio                 | Brendan Cole       | Semaine 1 | Semaine 14 | Troisième |
| Austin Healey      | Rugbyman                                 | Erin Boag          | Semaine 1 | Semaine 12 | Éliminé   |
| Christine Bleakley | Présentatrice de The One Show            | Matthew Cutler     | Semaine 1 | Semaine 11 | Éliminée  |
| Jodie Kidd         | Mannequin                                | Ian Waite          | Semaine 1 | Semaine 10 | Éliminée  |
| John Sergeant      | Journaliste politique                    | Kristina Rihanoff  | Semaine 1 | Semaine 10 | Abandon   |
| Cherie Lunghi      | Actrice de théâtre et de télévision      | James Jordan       | Semaine 1 | Semaine 9  | Éliminée  |
| Heather Small      | Leader du groupe M People                | Brian Fortuna      | Semaine 1 | Semaine 8  | Éliminée  |
| Andrew Castle      | Présentateur de GMTV et joueur de tennis | Ola Jordan         | Semaine 1 | Semaine 7  | Éliminé   |
| Mark Foster        | Nageur                                   | Hayley Holt        | Semaine 1 | Semaine 6  | Éliminé   |
| Don Warrington     | Acteur dont Rising Damp                  | Lilia Kopylova     | Semaine 1 | Semaine 5  | Éliminé   |
| Jessie Wallace     | Actrice dont EastEnders                  | Darren Bennett     | Semaine 1 | Semaine 4  | Éliminée  |
| Gary Rhodes        | Chef cuisinier                           | Karen Hardy        | Semaine 1 | Semaine 3  | Éliminé   |
| Gillian Taylforth  | Actrice dont EastEnders                  | Anton Du Beke      | Semaine 1 | Semaine 3  | Éliminée  |
| Phil Daniels       | Acteur dont EastEnders                   | Flavia Cacace      | Semaine 1 | Semaine 2  | Éliminé   |

- Gillian a participé en 2013 à Celebrity Big Brother 11.

### Septième édition (2009)

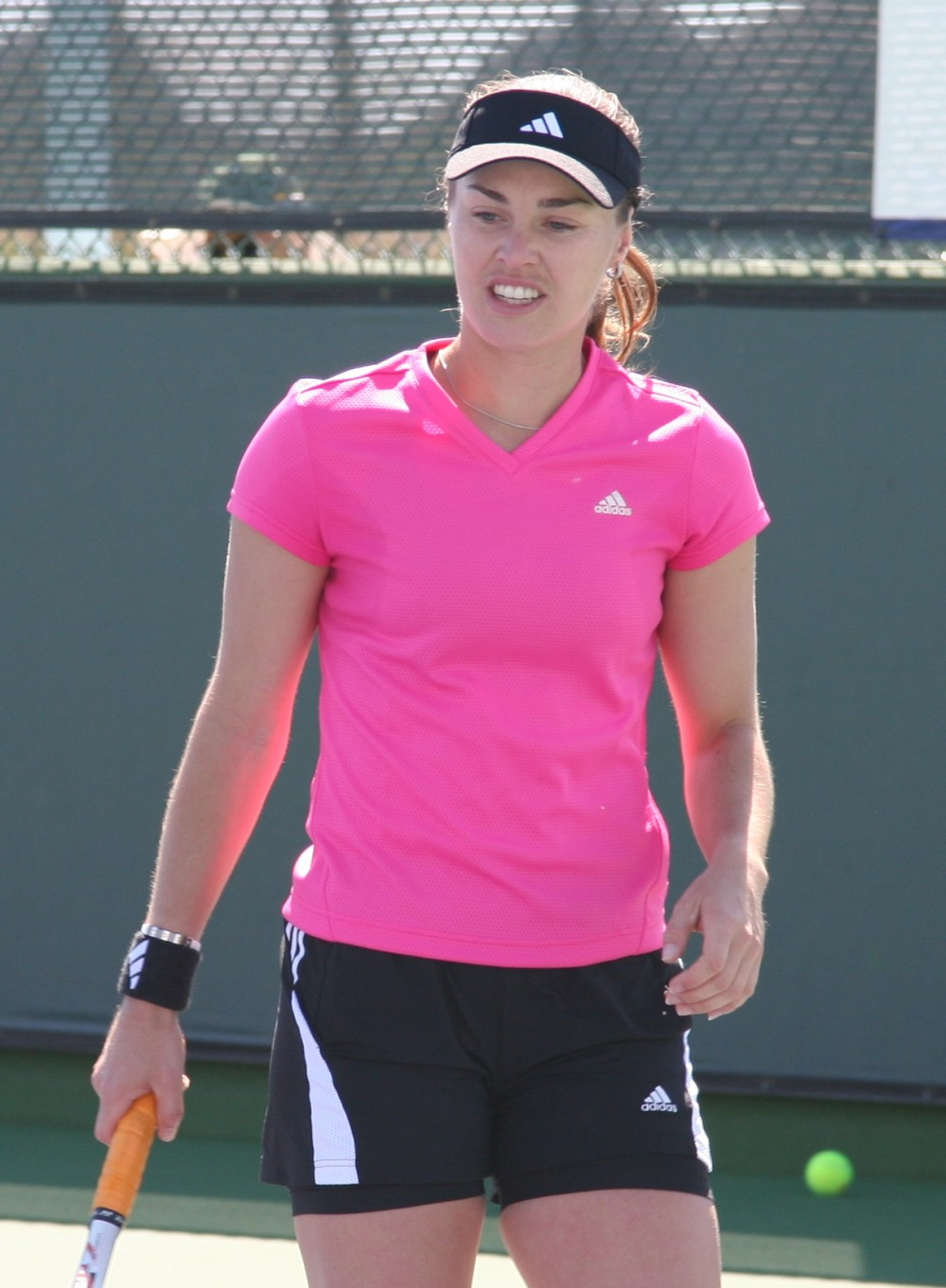
Martina Hingis candidate de la saison 7

La septième saison a été diffusée du 18 septembre au 19 décembre 2009.
| Candidat         | Caractéristique                      | Danseur / Danseuse | Arrivée   | Départ     | Statut    |
| ---------------- | ------------------------------------ | ------------------ | --------- | ---------- | --------- |
| Chris Hollins    | Journaliste sportif de BBC Breakfast | Ola Jordan         | Semaine 1 | Semaine 13 | Vainqueur |
| Ricky Whittle    | Acteur dont Hollyoaks                | Natalie Lowe       | Semaine 1 | Semaine 13 | Deuxième  |
| Ali Bastian      | Actrice dont Hollyoaks               | Brian Fortuna      | Semaine 1 | Semaine 13 | Troisième |
| Laila Rouass     | Actrice dont Femmes de footballeurs  | Anton du Beke      | Semaine 1 | Semaine 12 | Éliminée  |
| Natalie Cassidy  | Actrice dont EastEnders              | Vincent Simone     | Semaine 1 | Semaine 11 | Éliminée  |
| Ricky Groves     | Acteur dont EastEnders               | Erin Boag          | Semaine 1 | Semaine 10 | Éliminé   |
| Jade Johnson     | Athlète de saut en longueur          | Ian Waite          | Semaine 1 | Semaine 10 | Abandon   |
| Phil Tufnell     | Joueur de cricket                    | Katya Virshilas    | Semaine 1 | Semaine 9  | Éliminé   |
| Craig Kelly      | Acteur dont Coronation Street        | Flavia Cacace      | Semaine 1 | Semaine 8  | Éliminé   |
| Zöe Lucker       | Actrice dont Femmes de footballeurs  | James Jordan       | Semaine 1 | Semaine 7  | Éliminée  |
| Jo Wood          | Mannequin et chef d'entreprise       | Brendan Cole       | Semaine 1 | Semaine 6  | Éliminé   |
| Joe Calzaghe     | Boxeur                               | Kristina Rihanoff  | Semaine 1 | Semaine 5  | Éliminé   |
| Lynda Bellingham | Actrice et animatrice de Loose women | Darren Bennett     | Semaine 1 | Semaine 4  | Éliminée  |
| Rav Wilding      | Présentateur TV                      | Aliona Vilani      | Semaine 1 | Semaine 3  | Éliminé   |
| Richard Dunwoody | Jockey                               | Lilia Kopylova     | Semaine 1 | Semaine 2  | Éliminé   |
| Martina Hingis   | Joueuse de tennis                    | Matthew Cutler     | Semaine 1 | Semaine 1  | Éliminée  |

- Nathalie a participé à la saison 9 de Celebrity Big Brother en 2012.
- Phil a remporté en 2003 la saison 2 d'I'm a Celebrity... Get Me Out of Here!

### Huitième édition (2010)

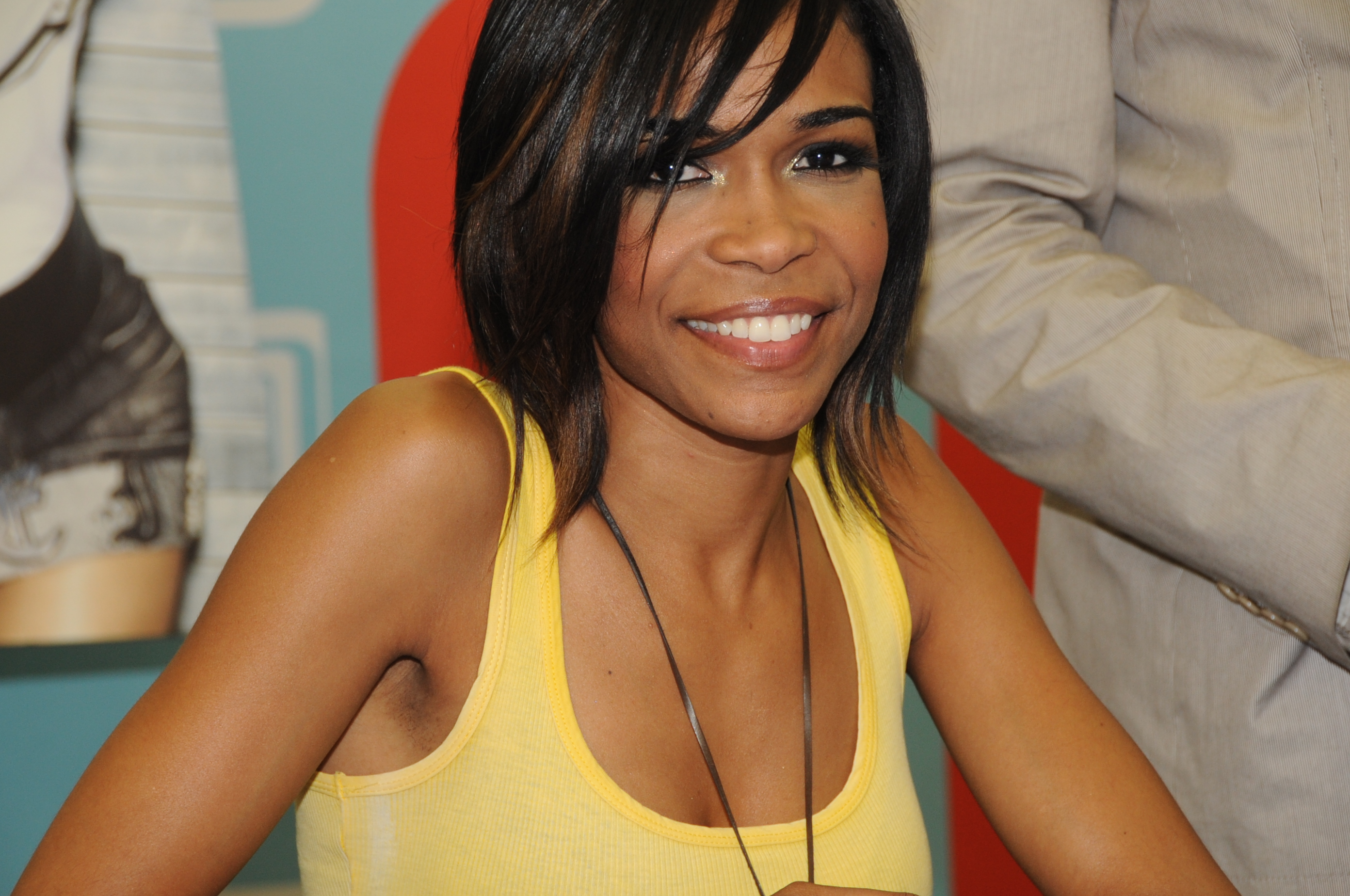
Michelle Williams candidate de la saison 8

La huitième saison a été diffusée du 1er octobre au 18 décembre 2010.
| Candidat          | Caractéristique                     | Danseur / Danseuse | Arrivée   | Départ     | Statut    |
| ----------------- | ----------------------------------- | ------------------ | --------- | ---------- | --------- |
| Kara Tointon      | Actrice dont EastEnders             | Artem Chigvintsev  | Semaine 1 | Semaine 12 | Vainqueur |
| Matt Baker        | Présentateur de télévision          | Aliona Vilani      | Semaine 1 | Semaine 12 | Deuxième  |
| Pamela Stephenson | Actrice et psychologue              | James Jordan       | Semaine 1 | Semaine 12 | Troisième |
| Scott Maslen      | Acteur dont EastEnders              | Natalie Lowe       | Semaine 1 | Semaine 11 | Éliminé   |
| Gavin Henson      | Rugbyman                            | Katya Virshilas    | Semaine 1 | Semaine 11 | Éliminé   |
| Ann Widdecombe    | Femme politique et écrivaine        | Anton Du Beke      | Semaine 1 | Semaine 10 | Éliminée  |
| Patsy Kensit      | Actrice, chanteuse et mannequin     | Robin Windsor      | Semaine 1 | Semaine 9  | Éliminée  |
| Felicity Kendal   | Actrice de théâtre et de télévision | Vincent Simone     | Semaine 1 | Semaine 8  | Éliminée  |
| Michelle Williams | Chanteuse des Destiny's Child       | Brendan Cole       | Semaine 1 | Semaine 7  | Éliminée  |
| Jimi Mistry       | Acteur de films                     | Flavia Cacae       | Semaine 1 | Semaine 6  | Éliminé   |
| Tina O'Brien      | Actrice dont Coronation Street      | Jared Murillo      | Semaine 1 | Semaine 5  | Éliminée  |
| Peter Shilton     | Ancien footballeur                  | Erin Boag          | Semaine 1 | Semaine 4  | Éliminé   |
| Paul Daniels      | Magicien                            | Ola Jordan         | Semaine 1 | Semaine 3  | Éliminé   |
| Goldie            | DJ et musicien                      | Kristina Rihanoff  | Semaine 1 | Semaine 2  | Éliminé   |

- Patsy a participé en 2015 à la saison 15 de Celebrity Big Brother. Goldie avait participé à la saison 2 en 2002.
- Ann a participé en 2018 à la saison 22 de Celebrity Big Brother.

### Neuvième édition (2011)

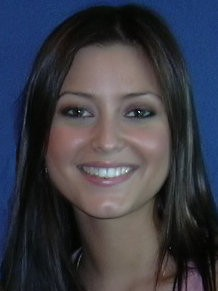
Holly Valance candidate de la saison 9

La neuvième saison a été diffusée du 30 septembre au 17 décembre 2011.
| Candidat        | Caractéristique                                       | Danseur / Danseuse | Arrivée   | Départ     | Statut    |
| --------------- | ----------------------------------------------------- | ------------------ | --------- | ---------- | --------- |
| Harry Judd      | Batteur du groupe McFly                               | Aliona Vilani      | Semaine 1 | Semaine 12 | Vainqueur |
| Chelsee Healey  | Actrice dont Waterloo Road                            | Pasha Kovalev      | Semaine 1 | Semaine 12 | Deuxième  |
| Jason Donovan   | Acteur & chanteur                                     | Kristina Rihanoff  | Semaine 1 | Semaine 12 | Troisième |
| Holly Valance   | Chanteuse et actrice dont Prison Break                | Artem Chigvintsev  | Semaine 1 | Semaine 11 | Éliminée  |
| Alex Jones      | Présentatrice de The One Show                         | James Jordan       | Semaine 1 | Semaine 11 | Éliminée  |
| Robbie Savage   | Ancien footballeur                                    | Ola Jordan         | Semaine 1 | Semaine 10 | Éliminé   |
| Anita Dobson    | Actrice dont EastEnders                               | Robin Windsor      | Semaine 1 | Semaine 9  | Éliminée  |
| Russell Grant   | Astrologue et animateur télé                          | Flavia Cacae       | Semaine 1 | Semaine 8  | Éliminé   |
| Audley Harrison | Champion olympique de boxe                            | Natalie Lowe       | Semaine 1 | Semaine 7  | Éliminé   |
| Lulu            | Chanteuse                                             | Brendan Cole       | Semaine 1 | Semaine 6  | Éliminée  |
| Nancy Dell'Olio | Avocate et personnalité de la télévision              | Anton Du Beke      | Semaine 1 | Semaine 5  | Éliminée  |
| Rory Bremner    | Comédien                                              | Erin Boag          | Semaine 1 | Semaine 4  | Éliminé   |
| Dan Lobb        | Présentateur dont Daybreak et ancien joueur de tennis | Katya Virshilas    | Semaine 1 | Semaine 3  | Éliminé   |
| Edwina Currie   | Femme politique                                       | Vincent Simone     | Semaine 1 | Semaine 2  | Éliminée  |

- Edwina a participé en 2014 à I'm a Celebrity... Get Me Out of Here! 14

### Dixième édition (2012)

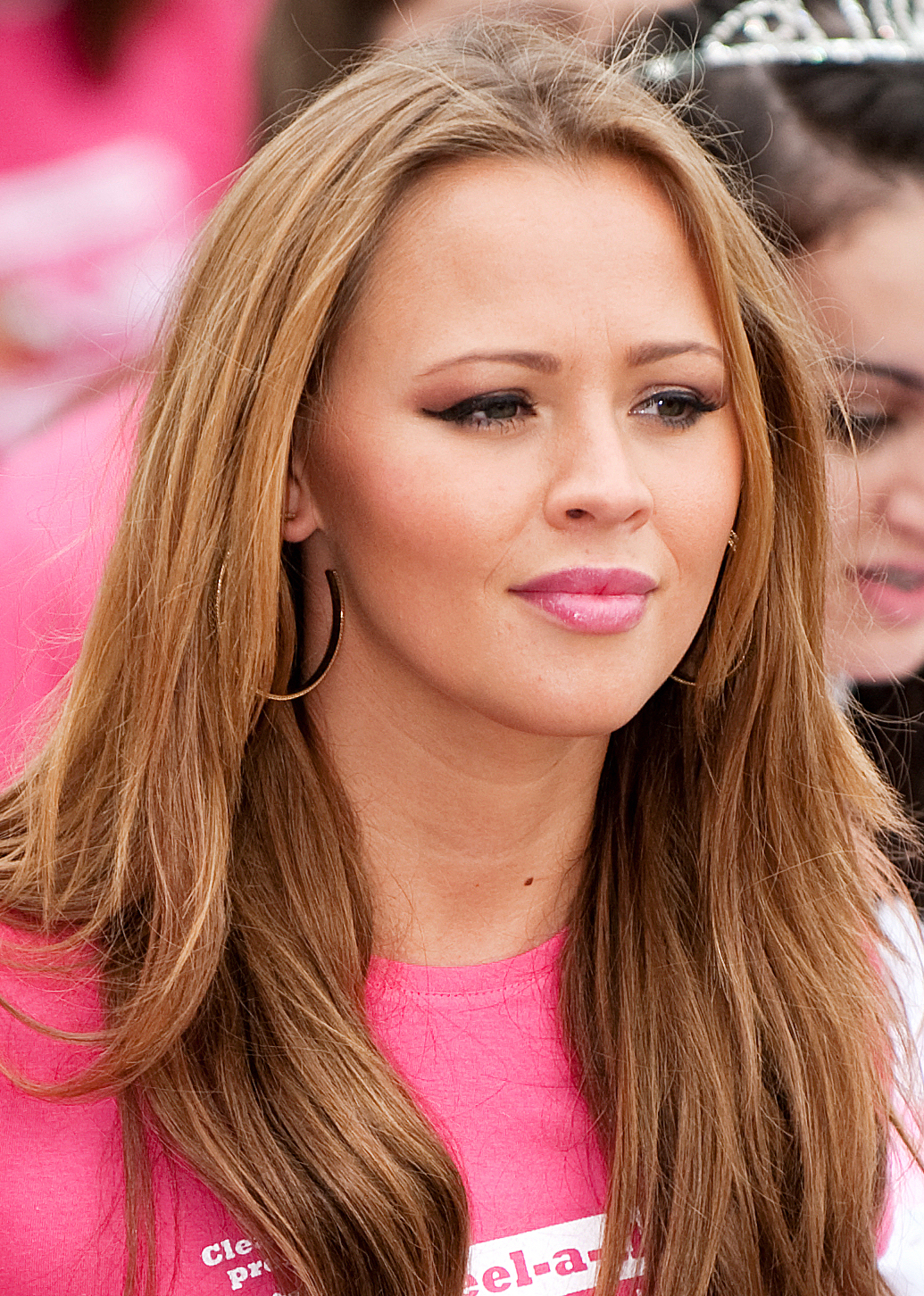
Kimberley Walsh finaliste de la saison 10

La dixième saison fut diffusée du 5 octobre au 22 décembre 2012.
À compter de cette saison, la finale se joue à 4 couples concurrents.
| Candidat           | Caractéristique                         | Danseur / Danseuse | Arrivée   | Départ     | Statut    |
| ------------------ | --------------------------------------- | ------------------ | --------- | ---------- | --------- |
| Louis Smith        | Champion olympique de gymnastique       | Flavia Cacace      | Semaine 1 | Semaine 12 | Vainqueur |
| Kimberley Walsh    | Membre du groupe Girls Aloud            | Pasha Kovalev      | Semaine 1 | Semaine 12 | Deuxième  |
| Denise van Outen   | Actrice et présentatrice télé           | James Jordan       | Semaine 1 | Semaine 12 | Deuxième  |
| Dani Harmer        | Actrice et chanteuse                    | Vincent Simone     | Semaine 1 | Semaine 12 | Éliminée  |
| Lisa Riley         | Présentatrice et actrice dont Emmerdale | Robin Windsor      | Semaine 1 | Semaine 11 | Éliminée  |
| Nicky Byrne        | Membre du groupe Westlife               | Karen Hauer        | Semaine 1 | Semaine 10 | Éliminé   |
| Michael Vaughan    | Joueur de cricket                       | Natalie Lowe       | Semaine 1 | Semaine 9  | Éliminé   |
| Victoria Pendleton | Coureuse cycliste olympique             | Brendan Cole       | Semaine 1 | Semaine 8  | Éliminée  |
| Richard Arnold     | Présentateur de Daybreak                | Erin Boag          | Semaine 1 | Semaine 7  | Éliminé   |
| Fern Britton       | Présentatrice télé                      | Artem Chigvintsev  | Semaine 1 | Semaine 6  | Éliminée  |
| Colin Salmon       | Acteur de cinéma et télévision          | Kristina Rihanoff  | Semaine 1 | Semaine 5  | Éliminé   |
| Sid Owen           | Acteur dont EastEnders et chanteur      | Ola Jordan         | Semaine 1 | Semaine 4  | Éliminé   |
| Jerry Hall         | Ancienne top-model et actrice           | Anton Du Beke      | Semaine 1 | Semaine 3  | Éliminée  |
| Johnny Ball        | Mathématicien et présentateur           | Iveta Lukosiute    | Semaine 1 | Semaine 2  | Éliminé   |

- Nicky animera à partir de 2017 la version irlandaise, Dancing with the Stars.

### Onzième édition (2013)

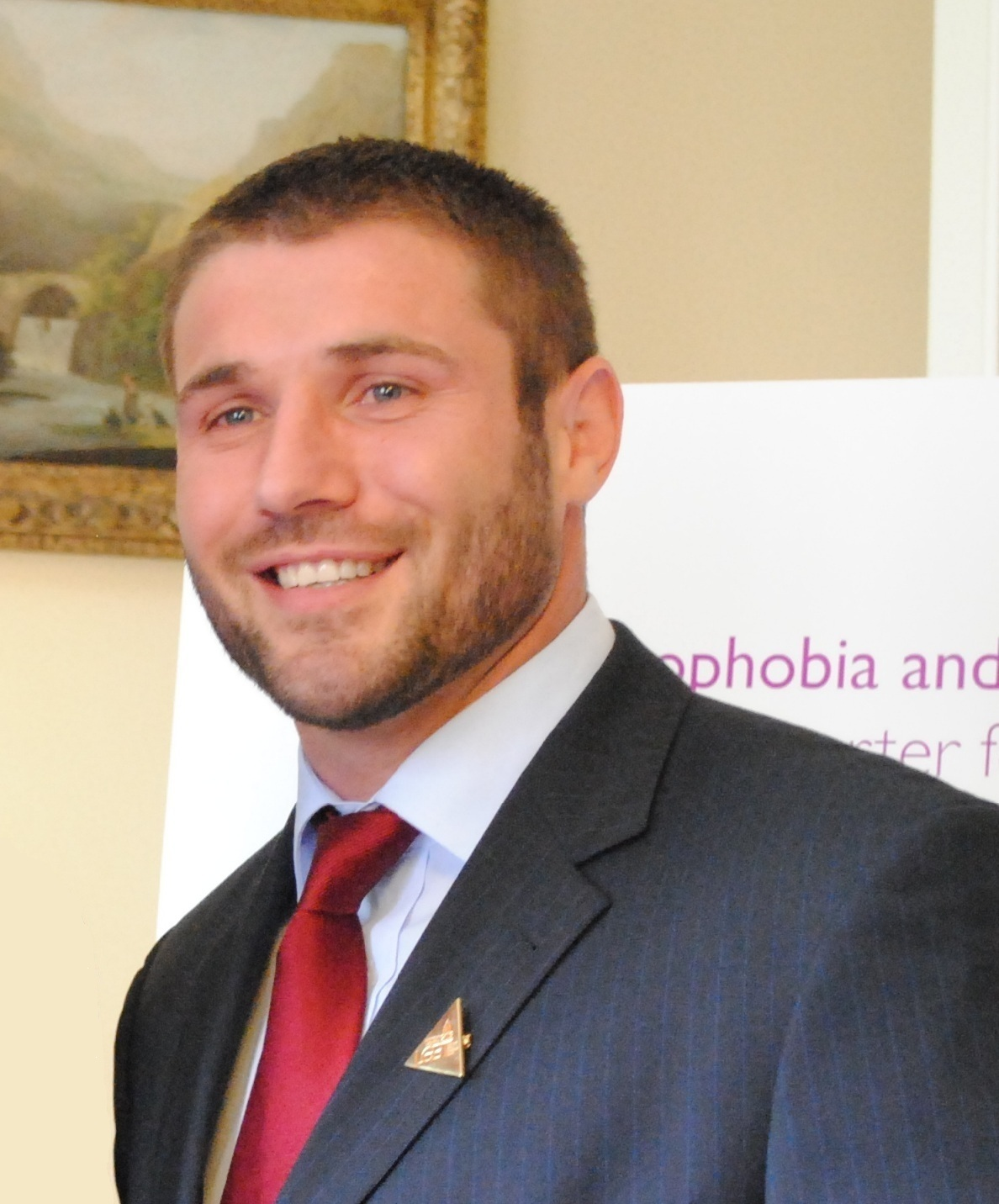
Ben Cohen candidat de la saison 11

La onzième saison est diffusée du 27 septembre 2013 au 21 décembre 2014.
| Candidat             | Caractéristique                    | Danseur / Danseuse | Arrivée   | Départ     | Statut    |
| -------------------- | ---------------------------------- | ------------------ | --------- | ---------- | --------- |
| Abbey Clancy         | Mannequin et présentatrice télé    | Aljaž Skorjanec    | Semaine 1 | Semaine 13 | Vainqueur |
| Susanna Reid         | Présentatrice de BBC Breakfast     | Kevin Clifton      | Semaine 1 | Semaine 13 | Deuxième  |
| Natalie Gumede       | Actrice dont Coronation Street     | Artem Chigvintsev  | Semaine 1 | Semaine 13 | Deuxième  |
| Sophie Ellis-Bextor  | Chanteuse                          | Brendan Cole       | Semaine 1 | Semaine 13 | Éliminée  |
| Patrick Robinson     | Acteur dont Casualty               | Anya Garnis        | Semaine 1 | Semaine 12 | Éliminé   |
| Ashley Taylor Dawson | Acteur dont Hollyoaks              | Ola Jordan         | Semaine 1 | Semaine 11 | Éliminé   |
| Mark Benton          | Acteur de théâtre et de cinéma     | Iveta Lukosiute    | Semaine 1 | Semaine 10 | Éliminé   |
| Ben Cohen            | Joueur du rugby                    | Kristina Rihanoff  | Semaine 1 | Semaine 9  | Éliminé   |
| Fiona Fullerton      | Actrice de cinéma                  | Anton Du Beke      | Semaine 1 | Semaine 8  | Éliminée  |
| Dave Myers           | Présentateur dont The Hairy Bikers | Karen Hauer        | Semaine 1 | Semaine 7  | Éliminé   |
| Rachel Riley         | Présentatrice dont Countdown       | Pasha Kovalev      | Semaine 1 | Semaine 6  | Éliminée  |
| Deborah Meaden       | Femme d'affaires                   | Vincent Simone     | Semaine 1 | Semaine 5  | Éliminée  |
| Julien MacDonald     | Créateur de mode                   | Janette Manrara    | Semaine 1 | Semaine 4  | Éliminé   |
| Vanessa Feltz        | Animatrice télé et radio           | James Jordan       | Semaine 1 | Semaine 3  | Éliminée  |
| Tony Jacklin         | Ancien champion de golf            | Aliona Vilani      | Semaine 1 | Semaine 2  | Éliminé   |

- Vanessa a participé à Celebrity Big Brother, comme Claire Sweeney (saison 1 de SCD), Stephanie Beacham (saison 5 de SCD) et Gillian Taylforth (saison 6 de SCD) lors de leurs saisons respectives.

### Douzième édition (2014)

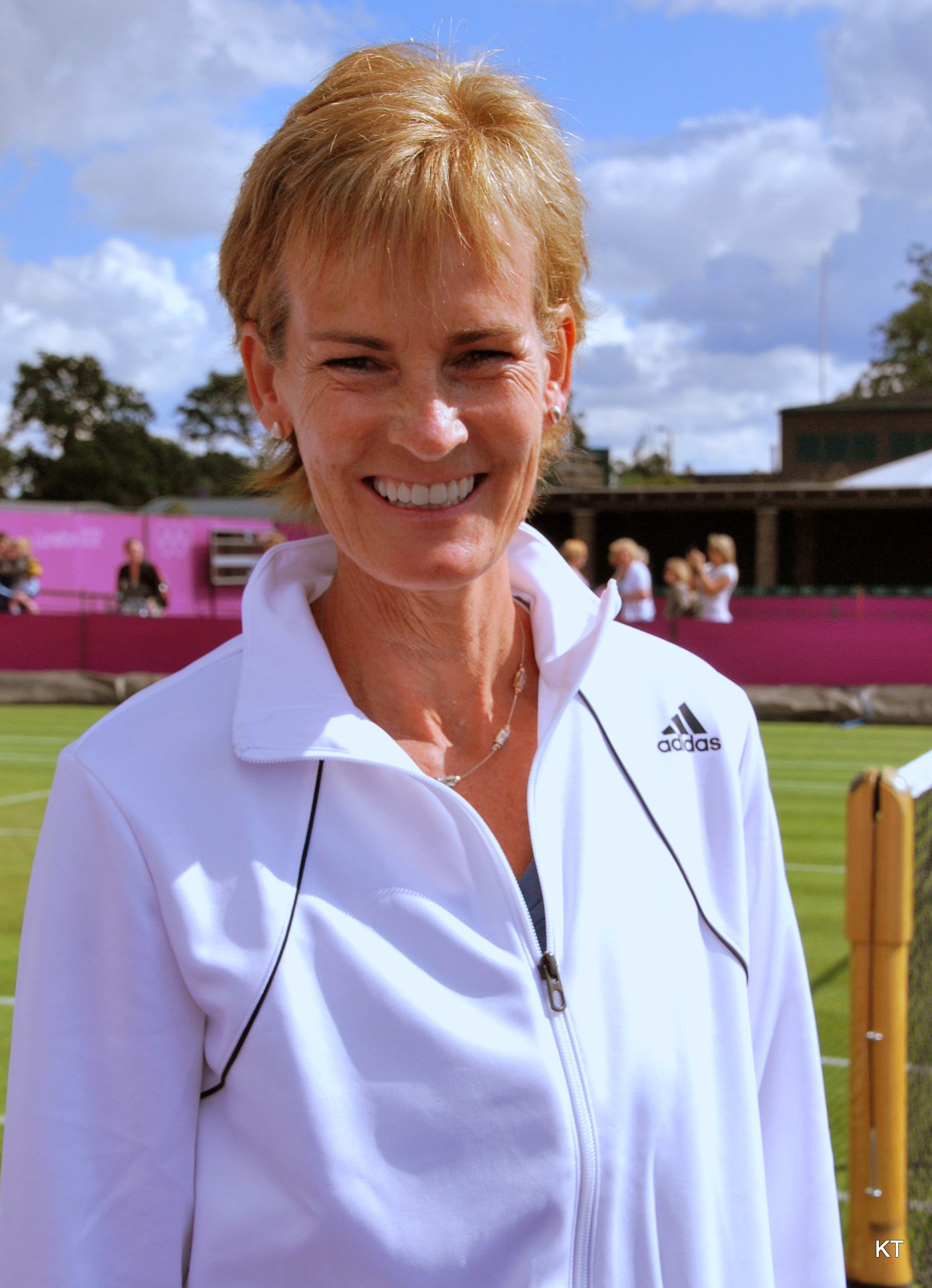
Judy Murray candidate de la saison 12

La douzième saison est diffusée depuis le 20 septembre 2014.
| Candidat        | Caractéristique                                | Danseur / Danseuse | Arrivée   | Départ     | Statut    |
| --------------- | ---------------------------------------------- | ------------------ | --------- | ---------- | --------- |
| Caroline Flack  | Animatrice de télévision                       | Pasha Kovalev      | Semaine 1 | Semaine 13 | Vainqueur |
| Frankie Bridge  | Membre du groupe The Saturdays                 | Kevin Clifton      | Semaine 1 | Semaine 13 | Deuxième  |
| Simon Webbe     | Membre du groupe Blue                          | Kristina Rihanoff  | Semaine 1 | Semaine 13 | Deuxième  |
| Mark Wright     | Personnalité de télévision et animateur radio  | Karen Hauer        | Semaine 1 | Semaine 13 | Éliminé   |
| Jake Wood       | Acteur dont EastEnders                         | Janette Manrara    | Semaine 1 | Semaine 12 | Éliminé   |
| Pixie Lott      | Chanteuse et actrice                           | Trent Whiddon      | Semaine 1 | Semaine 11 | Éliminée  |
| Sunetra Sarker  | Actrice dont Casualty                          | Brendan Cole       | Semaine 1 | Semaine 10 | Éliminée  |
| Steve Backshall | Naturaliste, auteur et animateur de télévision | Ola Jordan         | Semaine 1 | Semaine 9  | Éliminé   |
| Judy Murray     | Coach de tennis et mère d'Andy Murray          | Anton du Beke      | Semaine 1 | Semaine 8  | Éliminée  |
| Alison Hammond  | Animatrice de This Morning                     | Aljaž Skorjanec    | Semaine 1 | Semaine 7  | Éliminée  |
| Scott Mills     | Animateur sur la BBC Radio 1                   | Joanne Clifton     | Semaine 1 | Semaine 6  | Éliminé   |
| Thom Evans      | Ancien joueur de rugby                         | Iveta Lukosiute    | Semaine 1 | Semaine 5  | Éliminé   |
| Tim Wonnacott   | Animateur TV et expert en antiquités           | Natalie Lowe       | Semaine 1 | Semaine 4  | Éliminé   |
| Jennifer Gibney | Actrice dont Mrs. Brown's Boys                 | Tristan MacManus   | Semaine 1 | Semaine 3  | Éliminée  |
| Gregg Wallace   | Juge dans MasterChef                           | Aliona Vilani      | Semaine 1 | Semaine 2  | Éliminé   |

- Alison a participé à Big Brother en 2002 et I'm a Celebrity... Get Me Out of Here ! en 2010. Ainsi qu'a Celebrity MasterChef UK en 2014.
- Mark a fait partie des vedettes de The Only Way Is Essex (2010-11, 2012, 2014), et a participé à I'm a Celebrity 11 en 2011.
- Simon a participé à I'm a Celebrity 8 en 2008.

### Treizième édition (2015)

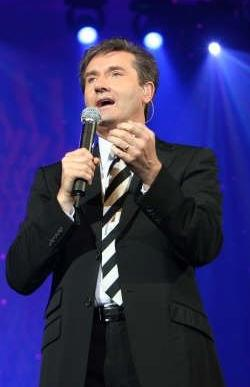
Daniel O'Donnell candidat de la saison 13

Les couples célébrités-danseurs ont été révélés au public lors d'un pré-show le 5 septembre 2015. La véritable compétition a commencé le 25 septembre 2015 et s'est achevée le 19 décembre 2015.
C'est lors de cette treizième saison que nous avons assisté, pour la première fois de l'histoire de la compétition, à la seconde victoire d'une danseuse professionnelle, à savoir Aliona Vilani, qui avait déjà remporté la compétition en 2011 avec Harry Judd.
| Candidat          | Caractéristique                            | Danseur / Danseuse    | Arrivée   | Départ     | Statut    |
| ----------------- | ------------------------------------------ | --------------------- | --------- | ---------- | --------- |
| Jay McGuiness     | Membre du groupe The Wanted                | Aliona Vilani         | Semaine 1 | Semaine 13 | Vainqueur |
| Kellie Bright     | Actrice dont EastEnders                    | Kevin Clifton         | Semaine 1 | Semaine 13 | Deuxième  |
| Georgia May Foote | Actrice dont Coronation Street             | Giovanni Pernice      | Semaine 1 | Semaine 13 | Deuxième  |
| Katie Derham      | Journaliste et présentatrice de télévision | Anton du Beke         | Semaine 1 | Semaine 13 | Éliminée  |
| Anita Rani        | Animatrice de télévision                   | Gleb Savchenko        | Semaine 1 | Semaine 12 | Éliminée  |
| Helen George      | Actrice dont Call the Midwife              | Aljaž Skorjanec       | Semaine 1 | Semaine 11 | Éliminée  |
| Peter Andre       | Chanteur et vedette de télévision          | Janette Manrara       | Semaine 1 | Semaine 10 | Éliminé   |
| Jamelia           | Chanteuse et animatrice de Loose Women     | Tristan MacManus      | Semaine 1 | Semaine 9  | Éliminée  |
| Jeremy Vine       | Journaliste politique de la BBC            | Karen (Hauer) Clifton | Semaine 1 | Semaine 8  | Éliminé   |
| Carol Kirkwood    | Présentatrice météo de BBC Breakfast       | Pasha Kovalev         | Semaine 1 | Semaine 7  | Éliminée  |
| Kirsty Gallacher  | Journaliste sportive                       | Brendan Cole          | Semaine 1 | Semaine 6  | Éliminée  |
| Ainsley Harriott  | Chef cuisinier                             | Natalie Lowe          | Semaine 1 | Semaine 5  | Éliminé   |
| Daniel O'Donnell  | Chanteur et animateur TV                   | Kristina Rihanoff     | Semaine 1 | Semaine 4  | Éliminé   |
| Anthony Ogogo     | Boxeur                                     | Oti Mabuse            | Semaine 1 | Semaine 3  | Éliminé   |
| Iwan Thomas       | Champion du monde du 400m                  | Ola Jordan            | Semaine 1 | Semaine 2  | Éliminé   |

- Peter a participé à la saison 3 de l'émission I'm a Celebrity... Get Me Out of Here!.
- Anthony a participé à l'unique saison de Big Brother: Celebrity Hijack, en 2008. En 2013 il est également candidat de Splash.
- Jamelia a été coache de The Voice of Ireland durant les saisons 2 et 3 (2013 et 2014).

### Quatorzième édition (2016)

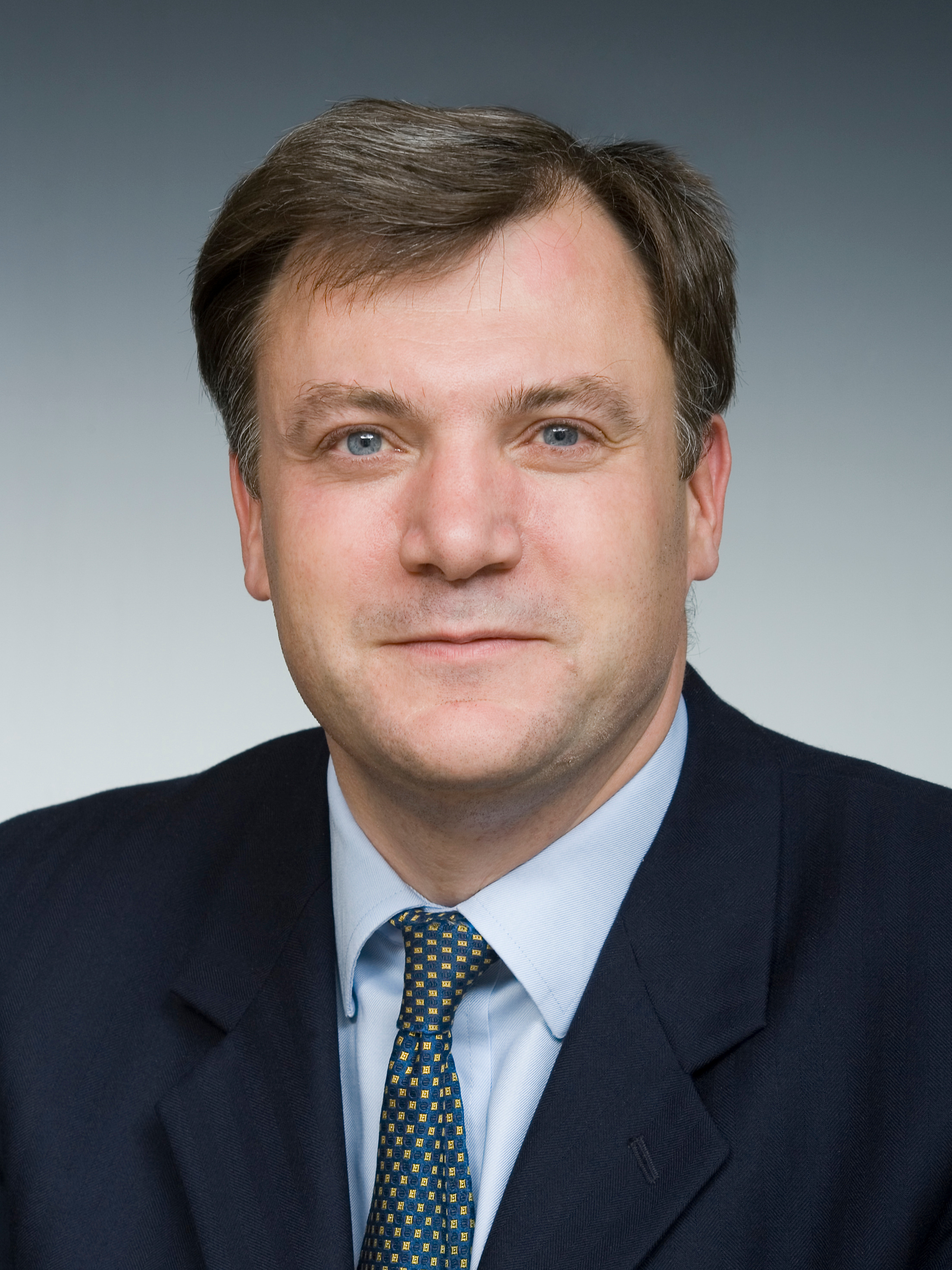
Ed Balls candidat de la saison 14

Les couples célébrités-danseurs ont été révélés au public lors d'un pré-show le 3 septembre 2016. La compétition, quant à elle, a commencé le vendredi 23 septembre 2016.
La finale, quant à elle, a eu lieu le 17 décembre 2016. Pour la première fois depuis plusieurs années, la finale s'est jouée entre 3 personnalités et non 4.
| Candidat              | Caractéristique                        | Danseur / Danseuse    | Arrivée   | Départ     | Statut    |
| --------------------- | -------------------------------------- | --------------------- | --------- | ---------- | --------- |
| Ore Oduba             | Journaliste sportif sur BBC Sport      | Joanne Clifton        | Semaine 1 | Semaine 13 | Vainqueur |
| Danny Mac             | Acteur dont Hollyoaks                  | Oti Mabuse            | Semaine 1 | Semaine 13 | Deuxième  |
| Louise Redknapp       | Chanteuse, membre du groupe Eternal    | Kevin Clifton         | Semaine 1 | Semaine 13 | Deuxième  |
| Claudia Fragapane     | Gymnaste                               | AJ Pritchard          | Semaine 1 | Semaine 12 | Éliminée  |
| Robert "Judge" Rinder | Juge et star du programme Judge Rinder | Oksana Platero        | Semaine 1 | Semaine 11 | Éliminé   |
| Ed Balls              | Homme politique                        | Katya Jones           | Semaine 1 | Semaine 10 | Éliminé   |
| Greg Rutherford       | Champion olympique de saut en longueur | Natalie Lowe          | Semaine 1 | Semaine 9  | Éliminé   |
| Daisy Lowe            | Mannequin et styliste                  | Aljaž Skorjanec       | Semaine 1 | Semaine 8  | Éliminée  |
| Laura Whitmore        | Animatrice de télévision               | Giovanni Pernice      | Semaine 1 | Semaine 7  | Éliminée  |
| Anastacia             | Chanteuse                              | Brendan Cole          | Semaine 1 | Semaine 6  | Éliminée  |
| Lesley Joseph         | Actrice de télévision et de théâtre    | Anton du Beke         | Semaine 1 | Semaine 5  | Éliminée  |
| Naga Munchetty        | Journaliste de BBC Breakfast           | Pasha Kovalev         | Semaine 1 | Semaine 4  | Éliminée  |
| Will Young            | Chanteur et comédien                   | Karen (Hauer) Clifton | Semaine 1 | Semaine 4  | Abandon   |
| Tameka Empson         | Actrice dont EastEnders                | Gorka Màrquez         | Semaine 1 | Semaine 3  | Éliminée  |
| Melvin Odoom          | Animateur de télévision-radio et DJ    | Janette Manrara       | Semaine 1 | Semaine 2  | Éliminé   |

- Laura a animé I'm a Celebrity… Get Me Out of Here! NOW entre 2011 et 2015.
- Will a participé et remporté la première saison de Pop Idol en 2002. Il abandonnera la compétition le 11 octobre pour des raisons personnelles.

### Quinzième édition (2017)

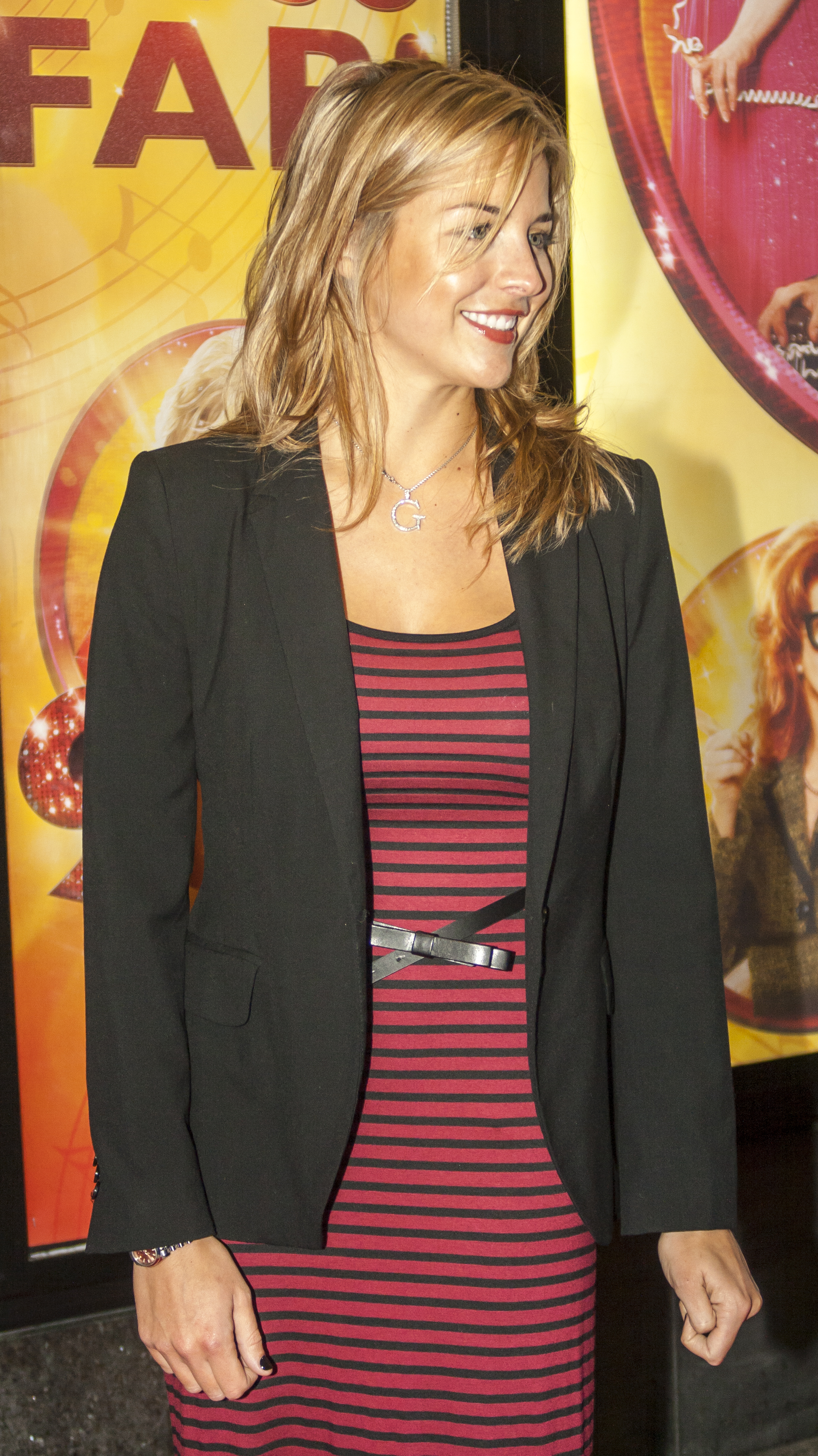
Gemma Atkinson finaliste de la saison 15

Les couples célébrités-danseurs ont été révélés lors du launch show qui a eu lieu le samedi 9 septembre 2017. La compétition a débuté le samedi 23 septembre 2017.
- Cette nouvelle saison fait suite au décès de Sir Bruce Forsyth[13], l'animateur vedette de 2004 à 2013, le 16 août 2017, à l'âge de 89 ans.
- Alexandra et Aston se retrouvent une nouvelle fois en compétition, neuf ans après The X Factor 5 en 2008.

| Candidat           | Caractéristique                                                     | Danseur / Danseuse | Arrivée   | Départ     | Statut    |
| ------------------ | ------------------------------------------------------------------- | ------------------ | --------- | ---------- | --------- |
| Joe McFadden       | Acteur dont Holby City                                              | Katya Jones        | Semaine 1 | Semaine 13 | Vainqueur |
| Alexandra Burke    | Chanteuse et actrice                                                | Gorka Márquez      | Semaine 1 | Semaine 13 | Deuxième  |
| Debbie McGee       | Personnalité de télévision et animatrice radio                      | Giovanni Pernice   | Semaine 1 | Semaine 13 | Deuxième  |
| Gemma Atkinson     | Comédienne, mannequin et animatrice radio                           | Aljaž Skorjanec    | Semaine 1 | Semaine 13 | Deuxième  |
| Mollie King        | Chanteuse, membre du groupe The Saturdays                           | AJ Pritchard       | Semaine 1 | Semaine 12 | Éliminée  |
| Davood Ghadami     | Acteur dont EastEnders                                              | Nadiya Bychkova    | Semaine 1 | Semaine 11 | Éliminé   |
| Susan Calman       | Comédienne de stand-up et animatrice de télévision                  | Kevin Clifton      | Semaine 1 | Semaine 10 | Éliminée  |
| Jonnie Peacock     | Champion paralympique d'athlétisme                                  | Oti Mabuse         | Semaine 1 | Semaine 9  | Éliminé   |
| Ruth Langsford     | Animatrice de télévision, dont This Morning                         | Anton du Beke      | Semaine 1 | Semaine 8  | Éliminée  |
| Aston Merrygold    | Chanteur, ancien membre du groupe JLS                               | Janette Manrara    | Semaine 1 | Semaine 7  | Éliminé   |
| Simon Rimmer       | Chef cuisinier et animateur de télévision                           | Karen Clifton      | Semaine 1 | Semaine 6  | Éliminé   |
| Brian Conley       | Acteur et animateur de télévision                                   | Amy Dowden         | Semaine 1 | Semaine 5  | Éliminé   |
| Charlotte Hawkins  | Animatrice du journal télévisé de l'émission Good Morning Britain   | Brendan Cole       | Semaine 1 | Semaine 4  | Éliminée  |
| Rév. Richard Coles | Prêtre anglican, animateur radio et membre du groupe The Communards | Dianne Buswell     | Semaine 1 | Semaine 3  | Éliminé   |
| Chizzy Akudolu     | Actrice dont Holby City                                             | Pasha Kovalev      | Semaine 1 | Semaine 2  | Éliminée  |

- Gemma a participé à I'm a Celebrity... Get Me Out of Here! en 2007.
- Brian a participé à I'm a Celebrity... Get Me Out of Here! en 2012.
- Aston a été finaliste avec son groupe dans The X Factor 5 en 2008. En 2013, il a été juré dans l'émission Got to Dance. En 2016 il participe à la 1er saison de Celebrity Island with Bear Grylls.
- Alexandra, quant à elle, a remporté The X Factor 5.
- Jonnie est le premier athlète paralympique de l'histoire de la compétition.
- Debbie a été la femme et l'assistante du magicien Paul Daniels jusqu'à sa mort en 2016. Il avait été candidat lors de la saison 8 en 2010.
- Charlotte est la seconde personnalité de l'émission Good Morning Britain à participer à l'émission, après Susanna Reid en 2013.
- Mollie est la seconde membre du groupe The Saturdays à participer à la compétition, après Frankie Bridge en 2014.

### Seizième édition (2018)

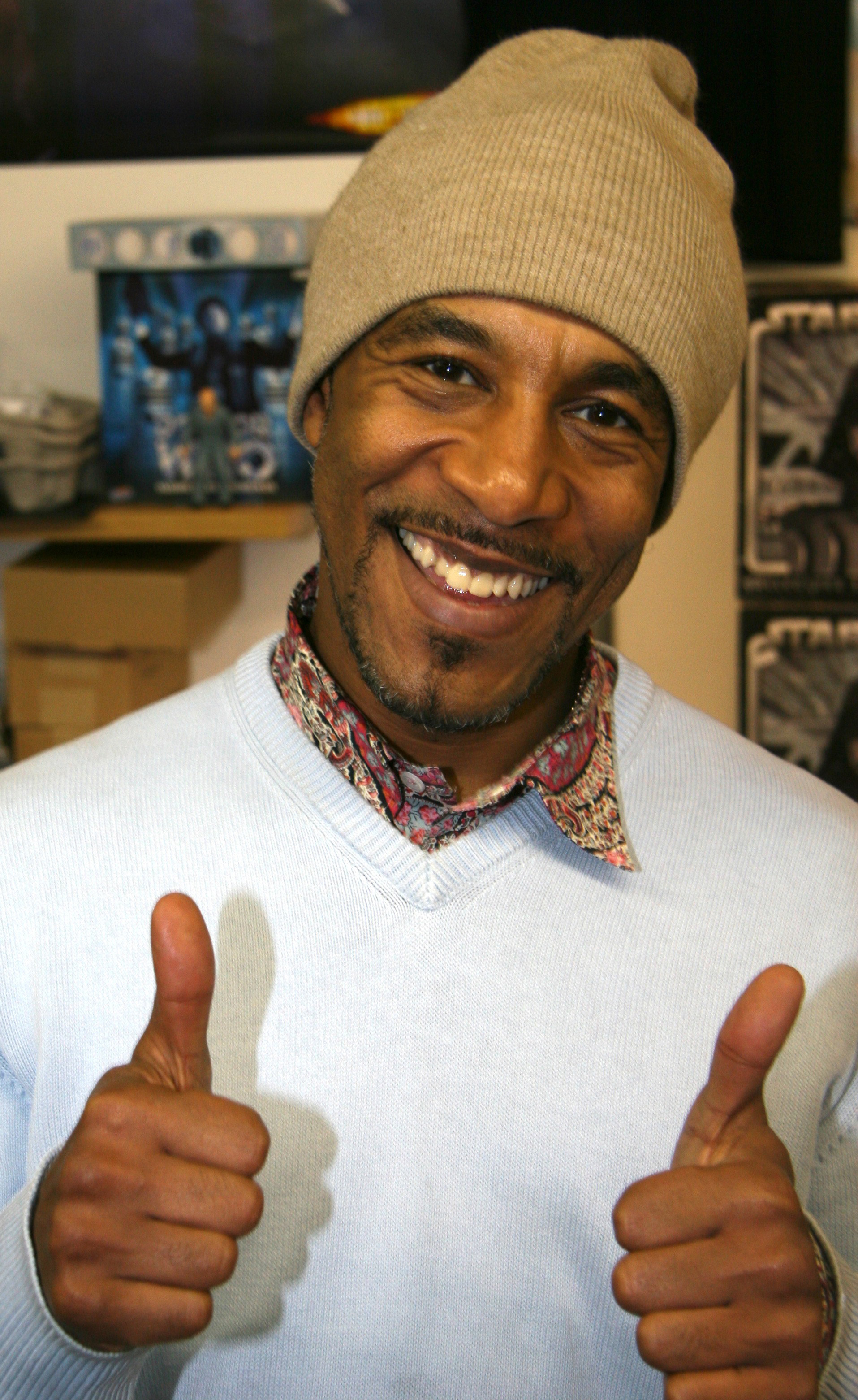
Danny John-Jules candidat de la saison 16

Les célébrités de cette nouvelle saison ont été dévoilées une par une entre le 13 et le 21 août 2018.
| Candidat             | Caractéristique                               | Danseur / Danseuse | Arrivée   | Départ     | Statut    |
| -------------------- | --------------------------------------------- | ------------------ | --------- | ---------- | --------- |
| Stacey Dooley        | Journaliste et animatrice de télévision       | Kevin Clifton      | Semaine 1 | Semaine 13 | Vainqueur |
| Ashley Roberts       | Chanteuse, ancienne membre des Pussycat Dolls | Pasha Kovalev      | Semaine 1 | Semaine 13 | Deuxième  |
| Faye Tozer           | Actrice et chanteuse, membre du groupe Steps  | Giovanni Pernice   | Semaine 1 | Semaine 13 | Deuxième  |
| Joe Sugg             | Blogueur, Youtubeur et podcasteur             | Dianne Buswell     | Semaine 1 | Semaine 13 | Deuxième  |
| Lauren Steadman      | Vice-championne paralympique de triathlon     | AJ Pritchard       | Semaine 1 | Semaine 12 | Éliminée  |
| Charles Venn         | Acteur dont Casualty                          | Karen Clifton      | Semaine 1 | Semaine 11 | Éliminé   |
| Graeme Swann         | Ex-joueur de cricket                          | Oti Mabuse         | Semaine 1 | Semaine 10 | Éliminé   |
| Kate Silverton       | Présentatrice joker des journaux de la BBC    | Aljaž Skorjanec    | Semaine 1 | Semaine 9  | Éliminée  |
| Danny John-Jules     | Acteur dont Red Dwarf et Meurtres au paradis  | Amy Dowden         | Semaine 1 | Semaine 8  | Éliminé   |
| Dr. Ranj Singh       | Médecin et animateur de télévision            | Janette Manrara    | Semaine 1 | Semaine 7  | Éliminé   |
| Seann Walsh          | Stand-upper et comédien                       | Katya Jones        | Semaine 1 | Semaine 6  | Éliminé   |
| Vick Hope            | DJ et présentatrice radio                     | Graziano di Prima  | Semaine 1 | Semaine 5  | Éliminée  |
| Katie Piper          | Ex-mannequin, star de télévision et écrivaine | Gorka Màrquez      | Semaine 1 | Semaine 4  | Éliminée  |
| Lee Ryan             | Chanteur, membre du groupe Blue               | Nadiya Bychkova    | Semaine 1 | Semaine 3  | Éliminé   |
| Susannah Constantine | Journaliste mode et animatrice de télévision  | Anton du Beke      | Semaine 1 | Semaine 2  | Éliminée  |

- Ashley a été finaliste de l'émission I'm a Celebrity... Get Me Out of Here! en 2012, et a été juge dans Dancing On Ice entre 2013 et 2014. Nicole Scherzinger, des Pussycat Dolls, a remporté la saison 10 de Dancing with the Stars.
- Lee est le second membre du groupe Blue à participer à l'émission, après Simon Webbe qui a été finaliste en 2014. Cette année il a participé à la 13e saison de Celebrity Big Brother au côté notamment d'Evander Holyfield, candidat de Dancing with the Stars saison 1.
- Susannah a participé en 2015 à I'm a Celebrity... Get Me Out of Here!.

### Dix-septième édition (2019)

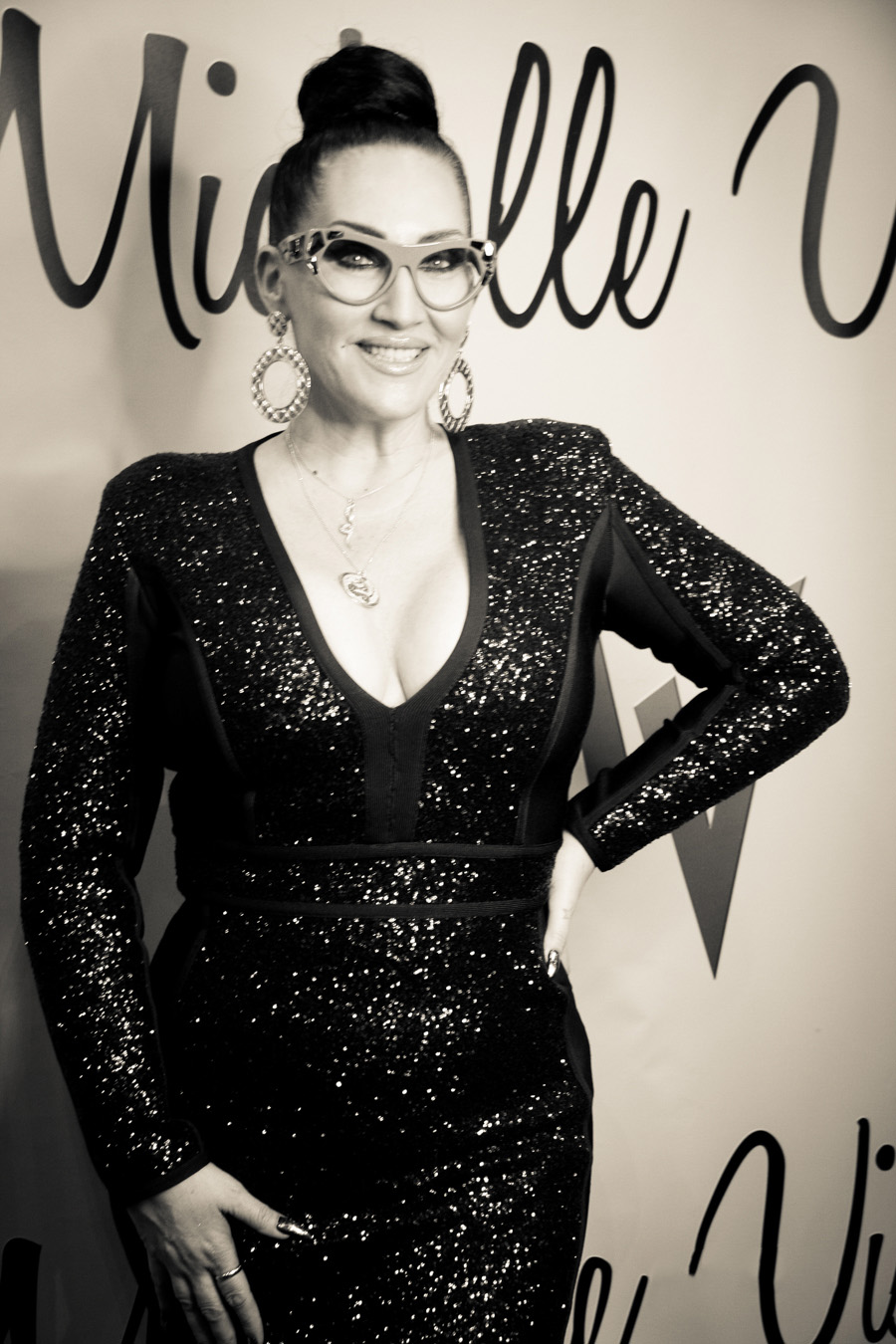
Michelle Visage, candidate de la saison 17

Le 22 juillet 2019, la BBC officialise la venue d'une nouvelle juge : Motsi Mabuse, qui remplacera Dame Darcy Bussell.
Les noms des trois premières célébrités participant à cette dix-septième saison ont été révélés le 31 juillet 2019 lors de l'émission The One Show diffusé sur la BBC One. Les autres candidats et candidates sont révélés dans les jours qui suivent.
| Candidat                 | Profession                                                          | Danseur / Danseuse | Arrivée   | Départ     | Statut          |
| ------------------------ | ------------------------------------------------------------------- | ------------------ | --------- | ---------- | --------------- |
| Kelvin Fletcher          | Acteur dont Emmerdale et coureur automobile                         | Oti Mabuse         | Semaine 1 | Semaine 13 | Vainqueur       |
| Karim Zeroual            | Animateur de la chaîne CBBC                                         | Amy Dowden         | Semaine 1 | Semaine 13 | Deuxième place  |
| Emma Barton              | Actrice dont EastEnders                                             | Anton du Beke      | Semaine 1 | Semaine 13 | Deuxième place  |
| Chris Ramsey             | Comédien de stand-up                                                | Karen Hauer        | Semaine 1 | Semaine 12 | Éliminé         |
| Alex Scott               | Ex-footballeuse et commentatrice                                    | Neil Jones         | Semaine 1 | Semaine 11 | Éliminée        |
| Saffron Barker           | Youtubeuse                                                          | AJ Pritchard       | Semaine 1 | Semaine 10 | Éliminée        |
| Michelle Visage          | Chanteuse, DJ, mannequin et juge emblématique de RuPaul's Drag Race | Giovanni Pernice   | Semaine 1 | Semaine 9  | Éliminée        |
| Mike Bushell             | Journaliste sportif de l'émission BBC Breakfast                     | Katya Jones        | Semaine 1 | Semaine 8  | Éliminé         |
| Vicomtesse Emma Weymouth | Vicomtesse, chef cuisinière et mannequin                            | Aljaž Skorjanec    | Semaine 1 | Semaine 7  | Éliminée        |
| Will Bayley              | Champion paralympique de tennis de table                            | Janette Manrara    | Semaine 1 | Semaine 7  | Abandon médical |
| Catherine Tyldesley      | Actrice dont Coronation Street                                      | Johannes Radebe    | Semaine 1 | Semaine 6  | Éliminée        |
| David James              | Ancien footballeur                                                  | Nadiya Bychkova    | Semaine 1 | Semaine 5  | Éliminé         |
| Dev Griffin              | DJ de la station BBC Radio 1                                        | Dianne Buswell     | Semaine 1 | Semaine 4  | Éliminé         |
| Anneka Rice              | Animatrice de télévision et de radio                                | Kevin Clifton      | Semaine 1 | Semaine 3  | Éliminée        |
| James Cracknell          | Champion olympique d'aviron                                         | Luba Mushtuk       | Semaine 1 | Semaine 2  | Éliminé         |

- Michelle a été finaliste de Celebrity Big Brother (UK) 15 en 2015.
- Le 5 septembre 2019, la BBC annonce que la star de Made in Chelsea, Jamie Laing est contraint d'abandonner avant la première soirée de compétition, en raison d'une blessure. Il apparaîtra cependant dans le Launch show du 7 septembre, celui-ci étant pré-enregistré. À la suite du Launch show, la BBC annonce que Jamie sera remplacé dans l'émission par l'acteur de la série Emmerdale, Kelvin Fletcher.

### Dix-huitième édition (2020)

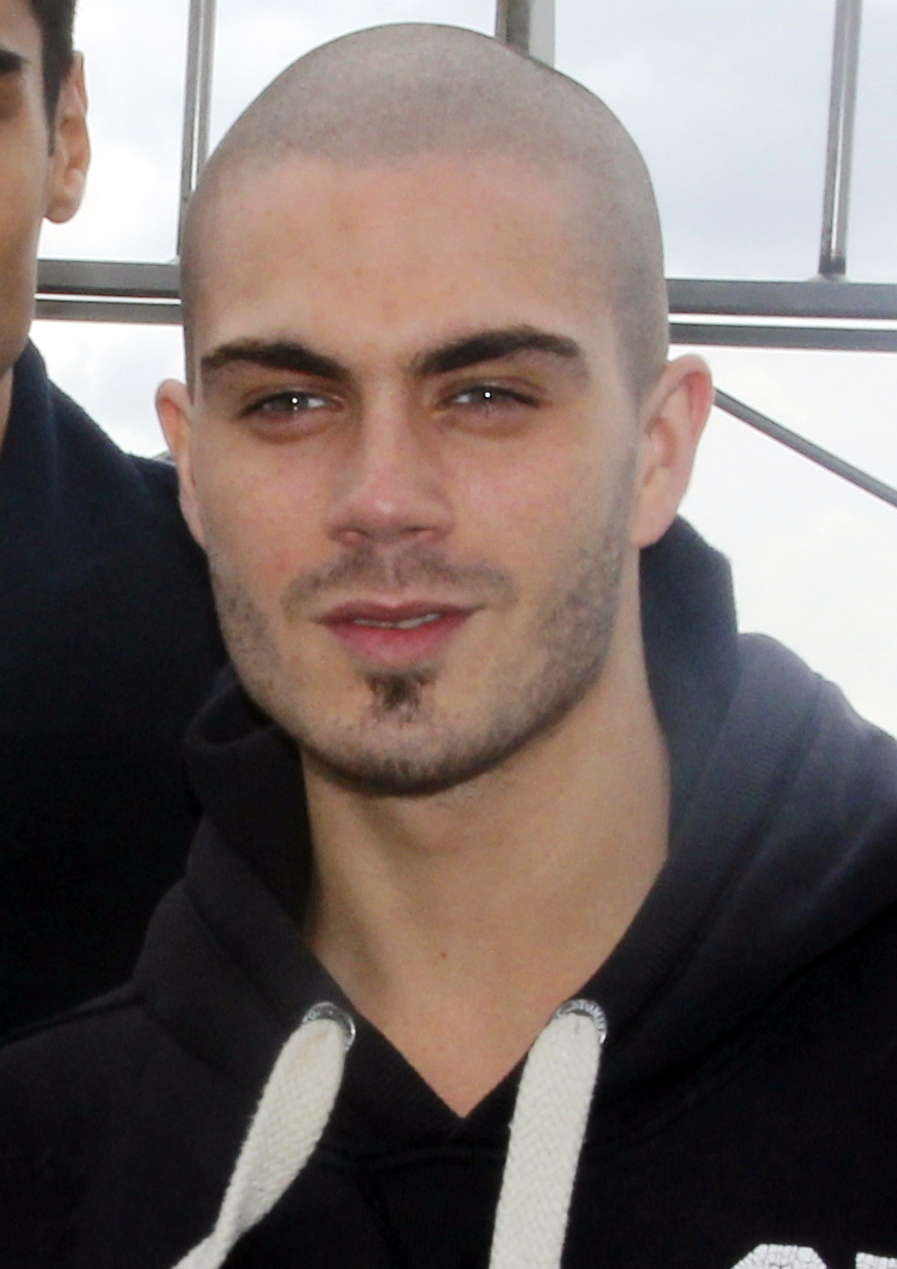
Max George candidat de la saison 18

Les noms des trois premières célébrités participant à cette dix-huitième saison sont révélés le 1er septembre 2020 lors de l'émission The One Show diffusé sur la BBC One. L'identité des autres candidats est révélée dans les jours qui suivent.
Le 2 septembre 2020, il a été annoncé que l'ancienne boxeuse olympique, Nicola Adams, constituerait, avec sa partenaire, le premier couple de même sexe de l'histoire de l'émission. Cette partenaire sera Katya Jones.
Cette saison sera plus courte que les précédentes, en raison de la crise du coronavirus et ne comptera que 12 participants au lieu des 15 habituels.
| Candidat         | Profession                                                | Danseur / Danseuse | Arrivée   | Départ    | Statut          |
| ---------------- | --------------------------------------------------------- | ------------------ | --------- | --------- | --------------- |
| Bill Bailey      | Musicien, acteur et humoriste                             | Oti Mabuse         | Semaine 1 | Semaine 9 | Vainqueur       |
| HRVY             | Chanteur                                                  | Janette Manrara    | Semaine 1 | Semaine 9 | Seconde place   |
| Jamie Laing      | Star de l'émission Made in Chelsea                        | Karen Hauer        | Semaine 1 | Semaine 9 | Seconde place   |
| Maisie Smith     | Actrice dont EastEnders                                   | Gorka Marquez      | Semaine 1 | Semaine 9 | Seconde place   |
| Ranvir Singh     | Journaliste et animatrice de télévision                   | Giovanni Pernice   | Semaine 1 | Semaine 8 | Éliminée        |
| JJ Chalmers      | Animateur de télévision et médaillé des Invictus Games    | Amy Dowden         | Semaine 1 | Semaine 7 | Éliminé         |
| Clara Amfo       | DJ et animatrice radio sur BBC Radio 1                    | Aljaž Skorjanec    | Semaine 1 | Semaine 6 | Éliminée        |
| Caroline Quentin | Actrice                                                   | Johannes Radebe    | Semaine 1 | Semaine 5 | Éliminée        |
| Max George       | Chanteur, membre du groupe The Wanted                     | Dianne Buswell     | Semaine 1 | Semaine 4 | Éliminé         |
| Nicola Adams     | Championne olympique de boxe                              | Katya Jones        | Semaine 1 | Semaine 4 | Abandon médical |
| Jason Bell       | Ancien joueur de football américain                       | Luba Mushtuk       | Semaine 1 | Semaine 3 | Éliminé         |
| Jacqui Smith     | Femme politique, ancienne secrétaire d'État à l'Intérieur | Anton du Beke      | Semaine 1 | Semaine 2 | Éliminée        |

- Max est le second membre du groupe The Wanted à participer à l'émission, après Jay McGuiness, vainqueur en 2015. Cette même année il participe à Bear Grylls: Mission Survive.
- La participation de Jamie Laing était prévue pour la précédente édition mais, en raison d'une blessure, il a cédé sa place à Kelvin Fletcher.
- En semaine 4, Nicola Adams est contrainte d'abandonner la compétition après que sa partenaire Katya Jones a été testée positive à la COVID-19.

### Dix-neuvième édition (2021)

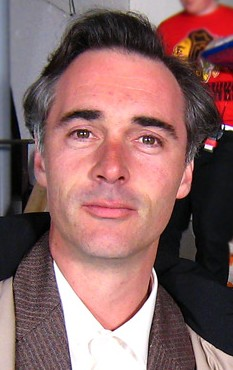
Greg Wise candidat de la saison 19

Les noms des trois premières célébrités participant à cette dix-neuvième saison seront révélés le 4 août 2021 lors de l'émission The One Show diffusé sur la BBC One. L'identité des autres candidats est révélée dans les jours qui suivent.
Côté jury, le danseur Anton du Beke remplace de manière permanente Bruno Tonioli pour cette saison.
Le 5 août 2021, la BBC annonce que John Whaite, gagnant de l'émission The Great British Bake Off et chroniqueur de télévision, dansera avec un homme, ce qui constituera le premier couple masculin de l'histoire de l'émission.
| Candidat          | Profession                                           | Danseur / Danseuse | Arrivée   | Départ     | Statut          |
| ----------------- | ---------------------------------------------------- | ------------------ | --------- | ---------- | --------------- |
| Rose Ayling-Ellis | Actrice dont EastEnders                              | Giovanni Pernice   | Semaine 1 | Semaine 13 | Vainqueur       |
| John Whaite       | Pâtissier et chroniqueur de télévision               | Johannes Radebe    | Semaine 1 | Semaine 13 | Seconde place   |
| AJ Odudu          | Animatrice de télévision                             | Kai Widdrington    | Semaine 1 | Semaine 13 | Abandon médical |
| Rhys Stephenson   | Animateur sur la chaîne CBBC                         | Nancy Xu           | Semaine 1 | Semaine 12 | Éliminé         |
| Dan Walker        | Journaliste de BBC Breakfast et journaliste sportif  | Nadiya Bychkova    | Semaine 1 | Semaine 11 | Éliminé         |
| Tilly Ramsay      | Chef cuisinière et animatrice de télévision          | Nikita Kuzmin      | Semaine 1 | Semaine 10 | Éliminée        |
| Tom Fletcher      | Chanteur, membre du groupe McFly                     | Amy Dowden         | Semaine 1 | Semaine 9  | Éliminé         |
| Sara Davies       | Chef d'entreprise, membre de l'émission Dragon's Den | Aljaž Skorjanec    | Semaine 1 | Semaine 8  | Éliminée        |
| Adam Peaty        | Champion olympique de natation                       | Katya Jones        | Semaine 1 | Semaine 7  | Éliminé         |
| Judi Love         | Comédienne de stand-up et chroniqueuse de télévision | Graziano di Prima  | Semaine 1 | Semaine 6  | Éliminée        |
| Ugo Monye         | Ancien rugbyman et commentateur                      | Oti Mabuse         | Semaine 1 | Semaine 5  | Éliminé         |
| Greg Wise         | Producteur, acteur dont The Crown                    | Karen Hauer        | Semaine 1 | Semaine 4  | Éliminé         |
| Robert Webb       | Acteur dont Peep Show et animateur de télévision     | Dianne Buswell     | Semaine 1 | Semaine 4  | Abandon médical |
| Katie McGlynn     | Actrice dont Coronation Street et Hollyoaks          | Gorka Marquez      | Semaine 1 | Semaine 3  | Éliminée        |
| Nina Wadia        | Actrice dont EastEnders et animatrice                | Neil Jones         | Semaine 1 | Semaine 2  | Éliminée        |

- AJ a participé en 2019 à Celebrity SAS: Who Dares Wins.
- Rhys est le deuxième animateur de la chaîne CBBC à prendre part à la compétition après Karim Zeroual en 2019.
- John a remporté la troisième saison de l'émission de télé-réalité culinaire The Great British Bake Off.
- Tom est le second membre du groupe McFly à prendre part à la compétition, après Harry Judd qui a remporté la neuvième saison de l'émission en 2011. Il est également le mari de Giovanna Fletcher, la gagnante de I'm a Celebrity... Get Me Out of Here ! saison 20.

### Vingtième édition (2022)

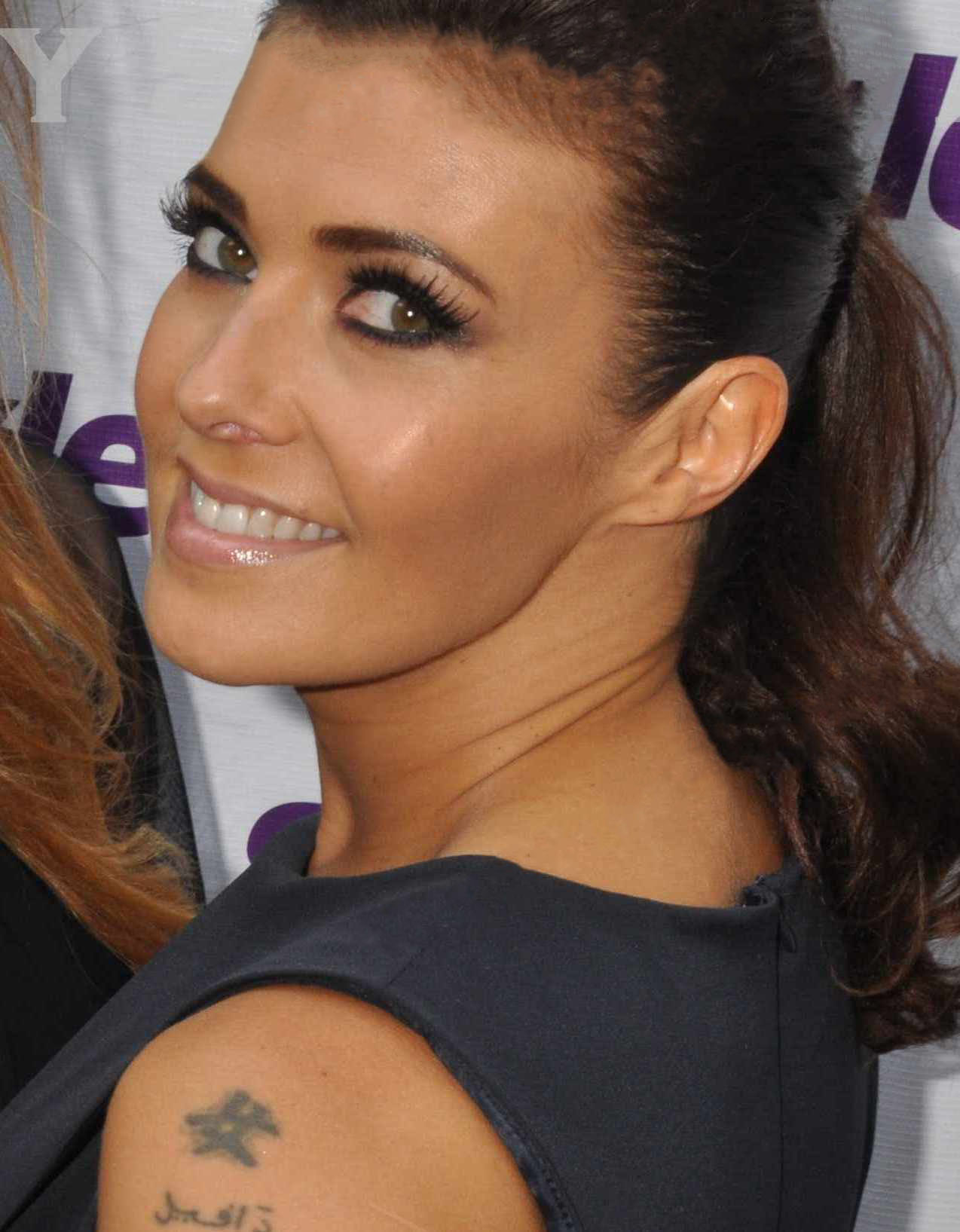
Kym Marsh candidate de la saison 20

Les noms des deux premières célébrités participant à cette vingtième saison sont révélés le 4 août 2022. L'identité des autres candidats est révélée dans les jours qui suivent.
| Candidats,      | Profession                                   | Danseur / Danseuse | Arrivée   | Départ     | Statut          |
| --------------- | -------------------------------------------- | ------------------ | --------- | ---------- | --------------- |
| Hamza Yassin    | Caméraman et animateur de Wildlife           | Jowita Przystal    | Semaine 1 | Semaine 13 | Vainqueur       |
| Fleur East      | Chanteuse et animatrice                      | Vito Coppola       | Semaine 1 | Semaine 13 | Seconde place   |
| Helen Skelton   | Animatrice de télévision                     | Gorka Marquez      | Semaine 1 | Semaine 13 | Seconde place   |
| Molly Rainford  | Chanteuse et animatrice sur CBBC             | Carlos Gu          | Semaine 1 | Semaine 13 | Seconde place   |
| Will Mellor     | Acteur dont Broadchurch et Coronation Street | Nancy Xu           | Semaine 1 | Semaine 12 | Éliminé         |
| Kym Marsh       | Actrice et animatrice de télévision          | Graziano di Prima  | Semaine 1 | Semaine 11 | Éliminée        |
| Ellie Taylor    | Actrice et personnalité de télévision        | Johannes Radebe    | Semaine 1 | Semaine 10 | Éliminée        |
| Tyler West      | DJ, animateur radio et TV                    | Dianne Buswell     | Semaine 1 | Semaine 9  | Éliminé         |
| Tony Adams      | Ancien footballeur international             | Katya Jones        | Semaine 1 | Semaine 8  | Abandon médical |
| Ellie Simmonds  | Championne paralympique de natation          | Nikita Kuzmin      | Semaine 1 | Semaine 7  | Éliminée        |
| James Bye       | Acteur dont EastEnders                       | Amy Dowden         | Semaine 1 | Semaine 6  | Éliminé         |
| Jayde Adams     | Humoriste                                    | Karen Hauer        | Semaine 1 | Semaine 5  | Éliminée        |
| Matt Goss       | Chanteur                                     | Nadiya Bychkova    | Semaine 1 | Semaine 4  | Éliminé         |
| Richie Anderson | Animateur radio sur BBC Radio 2              | Giovanni Pernice   | Semaine 1 | Semaine 3  | Éliminé         |
| Kaye Adams      | Journaliste radio et TV                      | Kai Widdrington    | Semaine 1 | Semaine 2  | Éliminée        |

### Vingt-et-unième édition (2023)

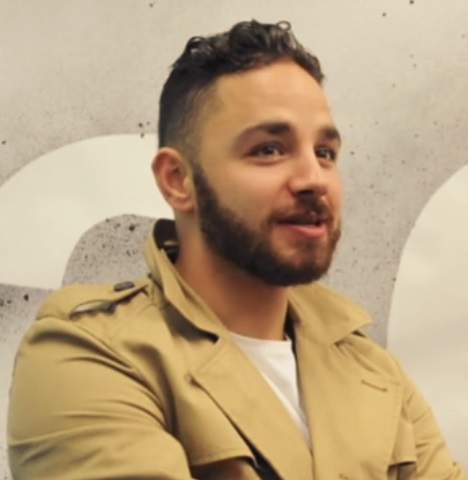
Adam Thomas candidat de la saison 21

Les noms des trois premières célébrités participant à cette vingt-et-unième saison sont révélés le 4 août 2023. L'identité des autres candidats est révélée dans les jours qui suivent.
| Candidats            | Profession                                       | Danseur / Danseuse | Arrivée   | Départ     | Statut          |
| -------------------- | ------------------------------------------------ | ------------------ | --------- | ---------- | --------------- |
| Ellie Leach          | Actrice dont Coronation Street                   | Vito Coppola       | Semaine 1 | Semaine 13 | Vainqueur       |
| Layton Williams      | Acteur dont Bad Education et chanteur            | Nikita Kuzmin      | Semaine 1 | Semaine 13 | Deuxième place  |
| Bobby Brazier        | Acteur dont EastEnders, fils de Jade Goody       | Dianne Buswell     | Semaine 1 | Semaine 13 | Deuxième place  |
| Annabel Croft        | Ancienne joueuse de tennis                       | Johannes Radebe    | Semaine 1 | Semaine 12 | Éliminée        |
| Nigel Harman         | Acteur dont Casualty                             | Katya Jones        | Semaine 1 | Semaine 11 | Abandon médical |
| Angela Scanlon       | Journaliste et animatrice de télévision          | Carlos Gu          | Semaine 1 | Semaine 10 | Éliminée        |
| Angela Rippon        | Animatrice de télévision                         | Kai Widdrington    | Semaine 1 | Semaine 9  | Éliminée        |
| Krishnan Guru-Murthy | Journaliste de Channel 4 News                    | Lauren Oakley      | Semaine 1 | Semaine 8  | Éliminé         |
| Adam Thomas          | Acteur dont Waterloo Road et Emmerdale           | Luba Mushtuk       | Semaine 1 | Semaine 7  | Éliminé         |
| Zara McDermott       | Personnalité de télévision                       | Graziano di Prima  | Semaine 1 | Semaine 6  | Éliminée        |
| Amanda Abbington     | Actrice dont Sherlock                            | Giovanni Pernice   | Semaine 1 | Semaine 6  | Abandon         |
| Eddie Kadi           | DJ, comédien et animateur radio                  | Karen Hauer        | Semaine 1 | Semaine 5  | Éliminé         |
| Jody Cundy           | Champion paralympique de cyclisme et de natation | Jowita Przystal    | Semaine 1 | Semaine 4  | Éliminé         |
| Nikita Kanda         | Animatrice de radio et de télévision             | Gorka Màrquez      | Semaine 1 | Semaine 3  | Éliminée        |
| Les Dennis           | Acteur et animateur de télévision                | Nancy Xu           | Semaine 1 | Semaine 2  | Éliminé         |

- Les a été finaliste de Celebrity Big Brother 2 en 2002.
- Adam a remporté I'm a Celebrity... Get Me Out of Here! 16 en 2016.

### Vingt-deuxième édition (2024)

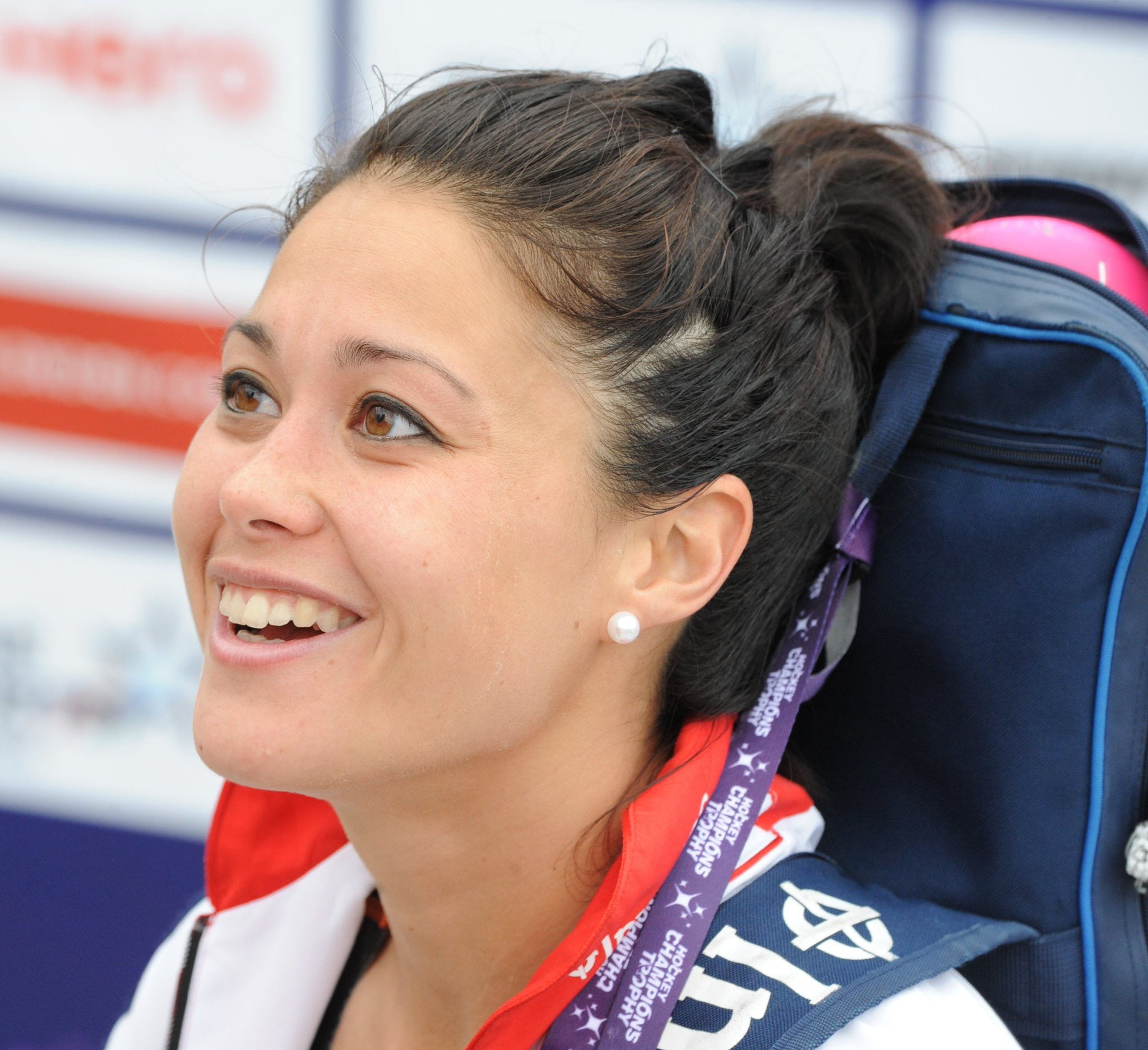
Sam Quek candidate de la saison 22

Lors d'une interview, à l'occasion des Jeux olympiques de Paris, le 1er août 2024, le nageur Thomas Dean annonce qu'il sera candidat cette année sur Strictly Come Dancing. Les noms des premières célébrités participant à cette vingt-deuxième saison sont révélés le 5 août 2024. L'identité des autres candidats est révélée dans les jours qui suivent.
| Candidat          | Profession                                    | Partenaire                                                  | Arrivée   | Départ     | Statut        |
| ----------------- | --------------------------------------------- | ----------------------------------------------------------- | --------- | ---------- | ------------- |
| Chris McCausland  | Acteur et humoriste                           | Dianne Buswell                                              | Semaine 1 | Semaine 13 | Vainqueur     |
| Tasha Ghouri      | Personnalité de télévision                    | Aljaž Skorjanec                                             | Semaine 1 | Semaine 13 | Seconde place |
| JB Gill           | Chanteur, membre de JLS                       | Amy Dowden (semaines 1 à 6) Lauren Oakley (semaines 7 à 13) | Semaine 1 | Semaine 13 | Seconde place |
| Sarah Hadland     | Actrice dont Miranda                          | Vito Coppola                                                | Semaine 1 | Semaine 13 | Seconde place |
| Pete Wicks        | Personnalité de télévision et animateur radio | Jowita Przystal                                             | Semaine 1 | Semaine 12 | Éliminé       |
| Montell Douglas   | Athlète, spécialiste du sprint                | Johannes Radebe                                             | Semaine 1 | Semaine 11 | Éliminée      |
| Jamie Borthwick   | Acteur dont EastEnders                        | Michelle Tsiakkas                                           | Semaine 1 | Semaine 10 | Éliminé       |
| Wynne Evans       | Animateur et chanteur d'opéra                 | Katya Jones                                                 | Semaine 1 | Semaine 9  | Éliminé       |
| Shayne Ward       | Chanteur et acteur dont Coronation Street     | Nancy Xu                                                    | Semaine 1 | Semaine 8  | Éliminé       |
| Sam Quek          | Championne olympique de hockey sur gazon      | Nikita Kuzmin                                               | Semaine 1 | Semaine 7  | Éliminée      |
| Dr. Punam Krishan | Médecin et animatrice de télévision           | Gorka Màrquez                                               | Semaine 1 | Semaine 6  | Éliminée      |
| Paul Merson       | Ancien footballeur                            | Karen Hauer                                                 | Semaine 1 | Semaine 5  | Éliminé       |
| Nick Knowles      | Animateur de télévision dont Who Dares Wins   | Luba Mushtuk                                                | Semaine 1 | Semaine 4  | Éliminé       |
| Toyah Willcox     | Chanteuse et actrice                          | Neil Jones                                                  | Semaine 1 | Semaine 3  | Éliminée      |
| Thomas Dean       | Champion olympique de natation                | Nadiya Bychkova                                             | Semaine 1 | Semaine 2  | Éliminé       |

- JB est le deuxième membre du groupe JLS a participer au programme: Aston Merrygold a été candidat lors de la saison 15 en 2017.
- Shayne a remporté la deuxième saison de l'émission The X Factor en 2005.
- Pete a participé à Celebrity Island with Bear Grylls en 2018, et à Celebrity SAS: Who Dares Wins en 2022 et 2024.
- Paul participe en 2019 à Celebs on the Farm 2, qu'il remporte. L'ancien danseur professionnel de Stricly, Artem Chigvintsev a terminé deuxième.
- Sam a participé en 2016 à I'm a Celebrity… Get Me Out of Here! 16. L'ancienne danseuse professionnelle de Strictly, Ola Jordan, était également candidate, comme Adam Thomas de la saison 21.

### Vingt-troisième édition (2025)
Les quatre premières célébrités participant à cette nouvelle saison sont révélées le lundi 11 août. Les autres candidates et candidats sont dévoilés les jours suivants.
| Candidats               | Profession                                                   | Partenaire | Arrivée   | Départ | Statut |
| ----------------------- | ------------------------------------------------------------ | ---------- | --------- | ------ | ------ |
| Harry Aikines-Aryeetey  | Athlète et star de l'émission Gladiators                     |            | Semaine 1 |        |        |
| Karen Carney            | Footballeuse                                                 |            | Semaine 1 |        |        |
| George Clarke           | Youtubeur et podcasteur                                      |            | Semaine 1 |        |        |
| Stefan Dennis           | Acteur dont Neighbours                                       |            | Semaine 1 |        |        |
| Dani Dyer               | Personnalité de télévision                                   |            | Semaine 1 |        |        |
| Ellie Goldstein         | Mannequin et actrice                                         |            | Semaine 1 |        |        |
| Jimmy Floyd Hasselbaink | Joueur et entraîneur de football                             |            | Semaine 1 |        |        |
| Ross King               | Animateur de télévision et de radio                          |            | Semaine 1 |        |        |
| Alex Kingston           | Actrice dont Urgences et Doctor Who                          |            | Semaine 1 |        |        |
| La Voix                 | Drag-queen star de RuPaul's Drag Race UK                     |            | Semaine 1 |        |        |
| Kristian Nairn          | Acteur dont Games of Thrones et DJ                           |            | Semaine 1 |        |        |
| Vicky Pattison          | Personnalité de télévision, star de l'émission Geordie Shore |            | Semaine 1 |        |        |
| Chris Robshaw           | Joueur de rugby à XV                                         |            | Semaine 1 |        |        |
| Thomas Skinner          | Entrepreneur et personnalité de télévision                   |            | Semaine 1 |        |        |
| Balvinder Sopal         | Actrice dont EastEnders                                      |            | Semaine 1 |        |        |

- Harry a participé à l'émission spéciale Noël de Strictly en 2023.

## Audiences
(en millions de spectateurs)
| Saison | Saison | Nombre d'épisodes | Audience du lancement | Audience du lancement | Audience du lancement | Audience de la finale | Audience de la finale | Audience de la finale | Audience moyenne | Audience moyenne | Réf. |
| Saison | Saison | Nombre d'épisodes | Date                  | Téléspectateurs       | Part de marché        | Date                  | Téléspectateurs       | Part de marché        | Téléspectateurs  | Part de marché   | Réf. |
| ------ | ------ | ----------------- | --------------------- | --------------------- | --------------------- | --------------------- | --------------------- | --------------------- | ---------------- | ---------------- | ---- |
|        | 1      | 9                 | 15 mai 2004           | 4 610 000             | —                     | 3 juillet 2004        | 8 710 000             | —                     | 6 454 000        | —                |      |
|        | 2      | 16                | 23 octobre 2004       | 6 540 000             | —                     | 11 décembre 2004      | 10 469 000            | —                     | 8 612 000        | —                |      |
|        | 3      | 20                | 15 octobre 2005       | 7 230 000             | —                     | 17 décembre 2005      | 10 655 000            | —                     | 8 373 000        | —                |      |
|        | 4      | 24                | 7 octobre 2006        | 8 425 000             | —                     | 23 décembre 2006      | 11 375 000            | —                     | 8 553 000        | —                |      |
|        | 5      | 24                | 6 octobre 2007        | 7 680 000             | —                     | 22 décembre 2007      | 11 660 000            | —                     | 9 049 000        | —                |      |
|        | 6      | 28                | 20 septembre 2008     | 6 220 000             | —                     | 20 décembre 2008      | 12 500 000            | —                     | 9 517 000        | —                |      |
|        | 7      | 19                | 18 septembre 2009     | 8 675 000             | —                     | 19 décembre 2009      | 10 895 000            | —                     | 9 221 000        | —                |      |
|        | 8      | 26                | 11 septembre 2010     | 7 460 000             | 37,5 %                | 18 décembre 2010      | 14 000 000            | 46,7 %                | 10 932 000       | 40,7 %           |      |
|        | 9      | 25                | 10 septembre 2011     | 8 310 000             | —                     | 17 décembre 2011      | 13 250 000            | —                     | 10 875 000       | —                |      |
|        | 10     | 25                | 15 septembre 2012     | 8 960 000             | 40,2 %                | 22 décembre 2012      | 13 360 000            | 47,8 %                | 10 728 000       | 40,7 %           |      |
|        | 11     | 27                | 27 septembre 2013     | 9 530 000             | 41,3 %                | 21 décembre 2013      | 12 605 000            | 47 %                  | 10 669 000       | 40,8 %           |      |
|        | 12     | 27                | 7 septembre 2014      | 9 160 000             | 33,7 %                | 21 décembre 2013      | 11 645 000            | 44,6 %                | 10 210 000       | 40 %             |      |
|        | 13     | 27                | 5 septembre 2015      | 9 780 000             | 41,7 %                | 19 décembre 2015      | 12 350 000            | 49,3 %                | 10 596 000       | 42,2 %           |      |
|        | 14     | 26                | 3 septembre 2016      | 10 430 000            | 46,4 %                | 17 décembre 2016      | 13 300 000            | 53,5 %                | 10 941 000       | 44,2 %           |      |
|        | 15     | 25                | 9 septembre 2017      | 10 290 000            | 44,7 %                | 16 décembre 2017      | 13 010 000            | 55,9 %                | 11 103 000       | 45,6 %           |      |
|        | 16     | 25                | 8 septembre 2018      | 9 330 000             | 40,9 %                | 15 décembre 2018      | 12 990 000            | 54,4 %                | 10 543 000       | 44,9 %           |      |
|        | 17     | 25                | 7 septembre 2019      | 9 260 000             | —                     | 14 décembre 2019      | 12 760 000            | —                     | 10 368 000       | —                |      |
|        | 18     | 17                | 17 octobre 2020       | 10 090 000            | 42,2 %                | 19 décembre 2020      | 12 510 000            | 53,3 %                | 10 732 000       | 44,8 %           |      |
|        | 19     | 25                | 18 septembre 2021     | 8 510 000             | 44,7 %                | 18 décembre 2021      | 12 210 000            | 57,8 %                | 9 670 000        | 48 %             |      |
|        | 20     | 25                | 23 septembre 2022     | 6 680 000             | 35,7 %                | 17 décembre 2022      | 10 610 000            | 55,2 %                | 8 992 000        | 45,5 %           |      |
|        | 21     | 25                | 16 septembre 2023     | 7 920 000             | —                     | 16 décembre 2023      | 10 060 000            | —                     | 8 521 000        | —                |      |
|        | 22     | 25                | 14 septembre 2024     | 6 790 000             | —                     | 14 décembre 2024      | 9 890 000             | —                     | 8 140 000        |                  |      |